# Jacobische elliptische Funktionen
In der Mathematik ist eine Jacobische elliptische Funktion oder auch Jacobische Amplitudenfunktion eine von zwölf speziellen elliptischen Funktionen. Die Jacobischen elliptischen Funktionen haben einige Analogien zu den trigonometrischen Funktionen und finden zahlreiche Anwendungen in der mathematischen Physik, bei elliptischen Filtern und in der Geometrie, insbesondere für die Pendelgleichung und die Bogenlänge einer Ellipse. Carl Gustav Jakob Jacobi führte sie um 1830 ein. Carl Friedrich Gauß hatte jedoch schon 1796 mit dem lemniskatischen Sinus und Kosinus zwei spezielle Jacobische Funktionen untersucht, seine Notizen darüber aber nicht veröffentlicht. Für die allgemeine Theorie der elliptischen Funktionen spielen heute jedoch weniger die Jacobischen als vielmehr die Weierstraßschen elliptischen Funktionen eine Rolle.

## Die drei grundlegenden Jacobischen Funktionen
Es gibt zwölf Jacobische elliptische Funktionen, von denen sich neun aus drei grundlegenden Funktionen bilden lassen. Gegeben sei ein Parameter {\displaystyle k}, der elliptische Modul, der der Ungleichung {\displaystyle 0<k<1} genügt. Er wird oft auch als {\displaystyle m} angegeben, wobei {\displaystyle m=k^{2}}, oder als modularer Winkel {\displaystyle \alpha }, wobei {\displaystyle \sin ^{2}\alpha =k^{2}}. Daneben werden oft die sogenannten komplementären Parameter {\displaystyle k'={\sqrt {1-k^{2}}}} sowie {\displaystyle m_{1}={k'}^{2}} verwendet. Die drei grundlegenden Jacobischen elliptischen Funktionen sind dann
- der sinus amplitudinis {\displaystyle \operatorname {sn} (z;k)},
- der cosinus amplitudinis {\displaystyle \operatorname {cn} (z;k)},
- das delta amplitudinis {\displaystyle \operatorname {dn} (z;k)}.

Sie sind elliptische Funktionen und haben dementsprechend zwei Perioden. Insgesamt gelten für sie die folgenden Eigenschaften:
| Funktion                                 | Perioden                                     | Nullstelle                                           | Polstelle                                      |
| ---------------------------------------- | -------------------------------------------- | ---------------------------------------------------- | ---------------------------------------------- |
| {\displaystyle \operatorname {sn} (z;k)} | {\displaystyle 4\,K,\ 2\,\mathrm {i} K'}     | {\displaystyle 2mK+2\,n\,\mathrm {i} \,K'}           | {\displaystyle 2\,mK+(2n+1)\,\mathrm {i} \,K'} |
| {\displaystyle \operatorname {cn} (z;k)} | {\displaystyle 4\,K,\ 2\,(K+\mathrm {i} K')} | {\displaystyle (2m+1)\,K+2\,n\,\mathrm {i} \,K'}     | {\displaystyle 2\,mK+(2n+1)\,\mathrm {i} \,K'} |
| {\displaystyle \operatorname {dn} (z;k)} | {\displaystyle 2\,K,\ 4\,\mathrm {i} K'}     | {\displaystyle (2\,m+1)\,K+(2n+1)\,\mathrm {i} \,K'} | {\displaystyle 2\,mK+(2n+1)\,\mathrm {i} \,K'} |
| n und m sind ganze Zahlen                |                                              |                                                      |                                                |

Hierbei hängen die reellen Zahlen {\displaystyle K} und {\displaystyle K'} mit dem Parameter {\displaystyle k} über die elliptischen Integrale
{\displaystyle K=K(k)=\int _{0}^{\pi /2}{\frac {\mathrm {d} \,\varphi }{\sqrt {1-k^{2}\sin ^{2}\varphi }}},{\mbox{ }}K'=K'(k)=\int _{0}^{\pi /2}{\frac {\mathrm {d} \,\varphi }{\sqrt {1-(1-k^{2})\sin ^{2}\varphi }}}}
zusammen. So hat {\displaystyle \operatorname {sn} } beispielsweise Nullstellen bei {\displaystyle z=0} und {\displaystyle z=2K} sowie Polstellen bei {\displaystyle z=\mathrm {i} \,K'} und {\displaystyle z=2K+\mathrm {i} \,K'}.

Speziell für {\displaystyle k^{2}=1/2} ergeben die drei grundlegenden Jacobischen Funktionen die von Gauß eingeführten lemniskatischen Sinus- und Kosinusfunktionen wie folgt:
{\displaystyle \textstyle \operatorname {sl} (z)={\frac {1}{\sqrt {2}}}\operatorname {sn} ({\sqrt {2}}z;{\frac {1}{\sqrt {2}}})/\operatorname {dn} ({\sqrt {2}}z;{\frac {1}{\sqrt {2}}}),\qquad \textstyle \operatorname {cl} (z)=\operatorname {cn} ({\sqrt {2}}z;{\frac {1}{\sqrt {2}}}).}
Für die Grenzfälle {\displaystyle k=0} und {\displaystyle k=1} ergeben die Jacobi-Funktionen die (nichtelliptischen) trigonometrischen Funktionen bzw. Hyperbelfunktionen:
| Funktion                                 | k=0                    | k=1                                                          |
| ---------------------------------------- | ---------------------- | ------------------------------------------------------------ |
| {\displaystyle \operatorname {sn} (z;k)} | {\displaystyle \sin z} | {\displaystyle \tanh z}                                      |
| {\displaystyle \operatorname {cn} (z;k)} | {\displaystyle \cos z} | {\displaystyle \operatorname {sech} z={\tfrac {1}{\cosh z}}} |
| {\displaystyle \operatorname {dn} (z;k)} | {\displaystyle 1}      | {\displaystyle \operatorname {sech} z={\tfrac {1}{\cosh z}}} |

Die kartesische oder algebraische Form der grundlegenden Jacobi-Funktionen eines komplexen Arguments {\displaystyle z=x+{\rm {i}}\,y,\;x,y\in \mathbb {R} } lauten:
{\displaystyle {\begin{aligned}{\rm {sn}}(z;k)=&{\frac {{\rm {sn}}(x;k)\,{\rm {dn}}(y;k')+{\rm {i}}\,{\rm {cn}}(x;k)\,{\rm {dn}}(x;k)\,{\rm {sn}}(y;k')\,{\rm {cn}}(y;k')}{{\rm {cn}}(y;k')^{2}+k^{2}\,{\rm {sn}}(x;k)^{2}\,{\rm {sn}}(y;k')^{2}}}\\{\rm {cn}}(z;k)=&{\frac {{\rm {cn}}(x;k)\,{\rm {cn}}(y;k')-{\rm {i}}\,{\rm {sn}}(x;k)\,{\rm {dn}}(x;k)\,{\rm {sn}}(y;k')\,{\rm {dn}}(y;k')}{{\rm {cn}}(y;k')^{2}+k^{2}\,{\rm {sn}}(x;k)^{2}\,{\rm {sn}}(y;k')^{2}}}\\{\rm {dn}}(z;k)=&{\frac {{\rm {dn}}(x;k)\,{\rm {cn}}(y;k')\,{\rm {dn}}(y;k')-{\rm {i}}\,k^{2}{\rm {sn}}(x;k)\,{\rm {cn}}(x;k)\,{\rm {sn}}(y;k')}{{\rm {cn}}(y;k')^{2}+k^{2}\,{\rm {sn}}(x;k)^{2}\,{\rm {sn}}(y;k')^{2}}}\end{aligned}}}
Für rein imaginäre Argumente gilt daher:
{\displaystyle {\begin{aligned}{\rm {sn}}({\rm {i}}\,y;k)=&{\rm {i}}{\frac {{\rm {sn}}(y;k')}{{\rm {cn}}(y;k')}}\\{\rm {cn}}({\rm {i}}\,y;k)=&{\frac {1}{{\rm {cn}}(y;k')}}\\{\rm {dn}}({\rm {i}}\,y;k)=&{\frac {{\rm {dn}}(y;k')}{{\rm {cn}}(y;k')}}\end{aligned}}}

## Definitionen

### Grundlegende Informationen
Es gibt mehrere äquivalente Definitionen der Jacobischen Funktionen. Die meisten von diesen Definitionen basieren auf unendlichen Summen oder Produkten von Kombinationen aus dem vollständigen elliptischen Integral erster Art und trigonometrischen Funktionen herleiten. Die namentlichen Bezeichnungen mit dem Wort Amplitudinis als Genitiv des lateinischen Wortes Amplitudo basieren auf der Tatsache, dass die drei Hauptfunktionen einmal der Sinus, einmal der Cosinus und einmal der Differentialquotient der Jacobischen Amplitude sind. Die Kürzel aus jeweils zwei Buchstaben kommen dadurch zustande, dass sie die jeweiligen Quotienten der korrespondierenden Nevilleschen Thetafunktionen mit den jeweiligen Buchstaben als Fußbezeichnungen sind. Beispielsweise gilt:
| {\displaystyle \operatorname {sn} (z;k)={\frac {\theta _{s}(z;k)}{\theta _{n}(z;k)}}} | {\displaystyle \operatorname {cd} (z;k)={\frac {\theta _{c}(z;k)}{\theta _{d}(z;k)}}} |

### Abstrakte Definition als spezielle meromorphe Funktionen

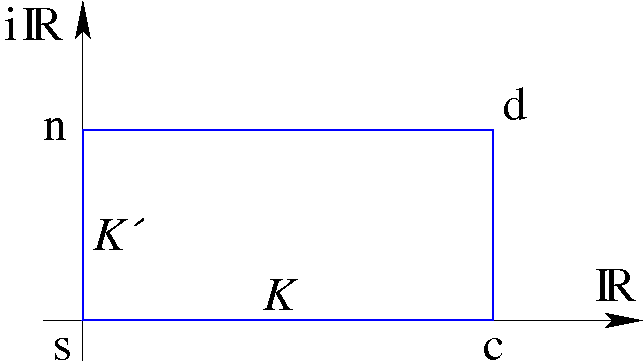
Hilfskonstruktion

Gegeben seien als freie Parameter der elliptische Modul {\displaystyle k} mit {\displaystyle 0<k<1} und die wie oben davon abhängenden reellen Zahlen {\displaystyle K} und {\displaystyle K'} mit
{\displaystyle {\begin{aligned}K(k)&=\int _{0}^{\pi /2}{\frac {\mathrm {d} \,\varphi }{\sqrt {1-k^{2}\sin ^{2}\varphi }}},\\K'(k)&=\int _{0}^{\pi /2}{\frac {\mathrm {d} \,\varphi }{\sqrt {1-(1-k^{2})\sin ^{2}\varphi }}}.\end{aligned}}}
Ferner sei ein Rechteck mit den Seitenlängen {\displaystyle K} und {\displaystyle K'} in der komplexen Ebene mit den Ecken {\displaystyle s,c,d,n} gegeben, dessen Ecke {\displaystyle s} im Ursprung liege. Die Seiten der Länge {\displaystyle K} seien dabei parallel zur reellen Achse, die der Länge {\displaystyle K'} parallel zur imaginären Achse. Die Ecke {\displaystyle c} sei der Punkt {\displaystyle K,d} der Punkt {\displaystyle K+iK'} und {\displaystyle n} der Punkt {\displaystyle iK'} auf der imaginären Achse. Die zwölf Jacobischen elliptischen Funktionen bilden sich dann aus einer Buchstabenkombination {\displaystyle pq}, wobei {\displaystyle p} und {\displaystyle q\neq p} jeweils einer der Buchstaben {\displaystyle s,c,d,n} sind.
Eine Jacobische elliptische Funktion {\displaystyle \operatorname {pq} \,(z;k)} ist dann die eindeutig bestimmte doppelt-periodische meromorphe Funktion, die folgende drei Eigenschaften erfüllt:
- Die Funktion {\displaystyle \operatorname {pq} \,(z;k)} hat bei {\displaystyle p} eine einfache Nullstelle und bei {\displaystyle q} eine einfache Polstelle.
- Die Funktion {\displaystyle \operatorname {pq} \,(z;k)} ist periodisch in Richtung {\displaystyle p-q}, wobei die Periode die doppelte Entfernung von {\displaystyle p} nach {\displaystyle q} ist. Ähnlich ist {\displaystyle \operatorname {pq} \,(z;k)} periodisch in den beiden anderen Richtungen, jedoch mit einer Periode, die dem Vierfachen der Entfernung von {\displaystyle p} zu dem anderen Punkt entspricht.
- Wird die Funktion {\displaystyle \operatorname {pq} \,(z;k)} um den Eckpunkt {\displaystyle p} entwickelt, so lautet der führende Term einfach {\displaystyle z} (mit dem Koeffizienten 1), der führende Term der Entwicklung um den Punkt {\displaystyle q} ist {\displaystyle 1/z}, und der führende Term der Entwicklung um die beiden anderen Eckpunkte ist jeweils 1.

### Definition als Umkehrfunktionen elliptischer Integrale
Die obige Definition als eindeutige meromorphe Funktion ist sehr abstrakt. Äquivalent kann eine Jacobische elliptische Funktion als eindeutige Umkehrfunktion des unvollständigen elliptischen Integrals erster Art definiert werden. Dies ist die übliche und vielleicht verständlichste Definition. Sei {\displaystyle k} ein gegebener Parameter mit {\displaystyle 0\leq k<1}, und sei diese Formel gültig:
{\displaystyle z(\phi )=\int _{0}^{\phi }{\frac {\mathrm {d} \,\theta }{\sqrt {1-k^{2}\sin ^{2}\theta }}}=F(\phi ;k)}
Dann sind die Jacobischen elliptischen Funktionen {\displaystyle \operatorname {sn} ,\operatorname {cn} } und {\displaystyle \operatorname {dn} } durch jene Formeln gegeben:
{\displaystyle \operatorname {sn} \;(z;k)=\sin \phi ,}
{\displaystyle \operatorname {cn} \;(z;k)=\cos \phi }
und
{\displaystyle \operatorname {dn} \;(z;k)={\sqrt {1-k^{2}\sin ^{2}\phi }}.}
Der Winkel {\displaystyle \phi =\phi (z)=\operatorname {am} (z;k)} ist dabei die Jacobi-Amplitude, {\displaystyle \operatorname {dn} \;z=\Delta (z)} heißt Delta-Amplitude. Es gilt insgesamt:
{\displaystyle F[\operatorname {am} (z;k);k]=z}
{\displaystyle \operatorname {sn} (z;k)=\sin[\operatorname {am} (z;k)]}
{\displaystyle \operatorname {cn} (z;k)=\cos[\operatorname {am} (z;k)]}
{\displaystyle \operatorname {dn} (z;k)={\frac {\partial }{\partial z}}\operatorname {am} (z;k)}
Die Bezeichnung „Delta Amplitudinis“ zeugt von der Tatsache, dass diese Funktion die Ableitung beziehungsweise der Differentialquotient der Jacobi-Amplitude ist.
Ferner genügt der freie Parameter {\displaystyle k} der Ungleichung {\displaystyle 0\leq k^{2}\leq 1}. Für {\displaystyle \phi =\pi /2} ist {\displaystyle z} die Viertelperiode {\displaystyle K}.
Die anderen neun Jacobischen elliptischen Funktionen werden aus diesen drei grundlegenden gebildet, siehe nächsten Abschnitt.

### Definition mit Hilfe der Nevilleschen Thetafunktionen
So ist die Ramanujansche Thetafunktion {\displaystyle \vartheta _{R}} definiert:
{\displaystyle \vartheta _{R}(v;w)=\sum _{n=-\infty }^{\infty }v^{n(n+1)/2}\,w^{n(n-1)/2}=\sum _{n=-\infty }^{\infty }v^{\bigtriangleup (n)}\,w^{\bigtriangleup (n-1)}}
Darauf basierend kann die Nevillesche Thetafunktion {\displaystyle \theta _{d}} definiert werden:
{\displaystyle \theta _{d}(z;k)={\bigl (}{\frac {\pi }{2}}{\bigr )}^{1/2}K'(k)^{-1/2}\exp {\biggl [}-{\frac {\pi \,z^{2}}{4\,K(k)\,K'(k)}}{\biggr ]}\vartheta _{R}{\biggl \{}\exp {\biggl [}\pi \,{\frac {z-K(k)}{K'(k)}}{\biggr ]};\exp {\biggl [}\pi \,{\frac {-z-K(k)}{K'(k)}}{\biggr ]}{\biggr \}}}
Durch Reflexion kann dann auch die Nevillesche Thetafunktion {\displaystyle \theta _{d}} sukzessiv definiert werden:
{\displaystyle \theta _{n}(z;k)=(1-k^{2})^{-1/4}\theta _{d}{\bigl [}K(k)-z;k{\bigr ]}}
Nach der oben genannten Beschreibung kann bereits darauf basierend das Delta Amplitudinis unter den Jacobischen Amplitudenfunktionen definiert werden:
{\displaystyle \operatorname {dn} (z;k)={\frac {\theta _{d}(z;k)}{\theta _{n}(z;k)}}}
Durch Bildung der ursprünglichen Stammfunktion bezüglich des linken Klammereintrags kommt dann die Jacobische Amplitude hervor:
{\displaystyle \operatorname {am} (z;k)=\int _{0}^{z}\operatorname {dn} (t;k)\,\mathrm {d} t=\int _{0}^{1}z\operatorname {dn} (yz;k)\,\mathrm {d} y}
Direkt daraus folgen erneut die Definitionen von Sinus Amplitudinis und Cosinus Amplitudinis nach dem bereits genannten Muster:
{\displaystyle \operatorname {sn} (z;k)=\sin[\operatorname {am} (z;k)]}
{\displaystyle \operatorname {cn} (z;k)=\cos[\operatorname {am} (z;k)]}

### Definition mit Hilfe der Jacobischen Thetafunktionen
Eine weitere Definition der Jacobi-Funktionen verwendet die Jacobischen Thetafunktionen:
Wenn der Modul {\displaystyle k} reell ist und die Ungleichung {\displaystyle 0<k<1} gilt, dann gelten folgende Formeln für die drei grundlegenden Jacobischen Funktionen:
{\displaystyle \operatorname {sn} (z;k)={\frac {\vartheta _{10}\{{\tfrac {1}{2}}\pi [1-K(k)^{-1}z];q(k)\}}{{\sqrt {|k|}}\vartheta _{00}\{{\tfrac {1}{2}}\pi [1-K(k)^{-1}z];q(k)\}}}}
{\displaystyle \operatorname {cn} (z;k)={\frac {{\sqrt[{4}]{1-k^{2}}}\vartheta _{10}[{\tfrac {1}{2}}\pi K(k)^{-1}z;q(k)]}{{\sqrt {|k|}}\vartheta _{01}[{\tfrac {1}{2}}\pi K(k)^{-1}z;q(k)]}}}
{\displaystyle \operatorname {dn} (z;k)={\frac {{\sqrt[{4}]{1-k^{2}}}\vartheta _{00}[{\tfrac {1}{2}}\pi K(k)^{-1}z;q(k)]}{\vartheta _{01}[{\tfrac {1}{2}}\pi K(k)^{-1}z;q(k)]}}}
Hierbei ist die Formel für das Delta Amplitudinis für das gesamte Intervall ]-1;1[ gültig.
Für das vollständige elliptische Integral erster Art gilt:
{\displaystyle K(k)=\int _{0}^{\pi /2}{\frac {\mathrm {d} \,\varphi }{\sqrt {1-k^{2}\sin ^{2}\varphi }}}}
Die Funktion q(k) ist das sogenannte elliptische Nomen von k:
{\displaystyle q(k)=\exp[-\pi K({\sqrt {1-k^{2}}})K(k)^{-1}]}
Die Thetafunktionswerte können auf diese Weise berechnet werden:
{\displaystyle \vartheta _{00}(x;y)=\prod _{n=1}^{\infty }(1-y^{2n})[1+2\cos(2x)y^{2n-1}+y^{4n-2}]}
{\displaystyle \vartheta _{01}(x;y)=\prod _{n=1}^{\infty }(1-y^{2n})[1-2\cos(2x)y^{2n-1}+y^{4n-2}]}
{\displaystyle \vartheta _{10}(x;y)=2y^{1/4}\cos(x)\prod _{n=1}^{\infty }(1-y^{2n})[1+2\cos(2x)y^{2n}+y^{4n}]}
Die Mathematiker George Neville Watson und Edmund Taylor Whittaker stellten diese Definitionen in ihrem Werk A Course in modern Analysis auf.
Die Seiten 469 bis 470 in der vierten Auflage dieses Werkes enthalten diese Formeln.

### Definition mit Hilfe der Jacobischen Zetafunktion
Auch die Jacobische Zetafunktion kann zur Definition der Jacobifunktionen sn, cn und dn verwendet werden:
{\displaystyle \operatorname {sn} (z;k)={\frac {2\{\operatorname {zn} ({\tfrac {1}{2}}z;k)+\operatorname {zn} [K(k)-{\tfrac {1}{2}}z;k]\}}{k^{2}+\{\operatorname {zn} ({\tfrac {1}{2}}z;k)+\operatorname {zn} [K(k)-{\tfrac {1}{2}}z;k]\}^{2}}}}
{\displaystyle \operatorname {dn} (z;k)={\frac {k^{2}-\{\operatorname {zn} ({\tfrac {1}{2}}z;k)+\operatorname {zn} [K(k)-{\tfrac {1}{2}}z;k]\}^{2}}{k^{2}+\{\operatorname {zn} ({\tfrac {1}{2}}z;k)+\operatorname {zn} [K(k)-{\tfrac {1}{2}}z;k]\}^{2}}}}
Der Grenzwert dieses Bruchs für {\displaystyle k} gegen 0⁺ ergibt den Kreissinus.
Und der Grenzwert dieses Bruchs für {\displaystyle k} gegen 1 ergibt den Tangens Hyperbolicus.
Auf diesem Definitionsweg dient folgende Formel für die Zetafunktion zn als definierende Grundlage:
{\displaystyle \operatorname {zn} (x;k)=\sum _{n=1}^{\infty }{\frac {2\pi K(k)^{-1}\sin[\pi K(k)^{-1}x]q(k)^{2n-1}}{1-2\cos[\pi K(k)^{-1}x]q(k)^{2n-1}+q(k)^{4n-2}}}}
Sukzessiv wird der Cosinus Amplitudinis dann so definiert:
{\displaystyle \operatorname {cn} (z;k)=\operatorname {sn} [K(k)-z;k]\operatorname {dn} (z;k)}
Wichtiger Hinweis für die Grenzwertbildung:
{\displaystyle \lim _{k\rightarrow 1}\operatorname {zn} ({\tfrac {1}{2}}z;k)=\operatorname {zn} ({\tfrac {1}{2}}z;1)=\tanh({\tfrac {1}{2}}z)}
Jedoch gilt:
{\displaystyle \lim _{k\rightarrow 1}\operatorname {zn} [K(k)-{\tfrac {1}{2}}z;k]=0\neq \tanh[K(1)]}

### Definitionen mit Summen und Produkten
Für diese Definitionen der Amplitudenfunktionen werden zuerst das reduzierte vollständige elliptische Integral erster Art und das reduzierte elliptische Nomen definiert:
{\displaystyle {\bar {K}}(k)={\frac {2}{\pi }}K(k)=1+\sum _{n=1}^{\infty }\,{\frac {\operatorname {CBC} (n)^{2}}{16^{n}}}\,k^{2n}}
{\displaystyle {\bar {q}}(k)={\sqrt[{4}]{k^{-2}q(k)}}={\frac {1}{2}}+{\biggl [}\sum _{n=1}^{\infty }{\frac {{\text{Sc}}(n+1)}{2^{4n+1}}}k^{2n}{\biggr ]}}
Dabei steht {\displaystyle \mathrm {CBC} } für den Zentralbinomialkoeffizient; mit der Kennzeichnung {\displaystyle \mathrm {Sc} } wird die Schellbachsche Zahlenfolge ausgedrückt.
Die Gebrüder Borwein gaben in ihrem Werk π and the AGM auf Seite 60 auch folgende Formel für den Sinus amplitudinis an:
| {\displaystyle \operatorname {sn} (u;k)=\,{\frac {4}{{\bar {K}}(k)}}\,{\bar {q}}(k)^{2}\sin[u\div {\bar {K}}(k)]\sum _{n=1}^{\infty }{\frac {q(k)^{n-1}[1+q(k)^{2n-1}]}{1-2q(k)^{2n-1}\cos[2u\div {\bar {K}}(k)]+q(k)^{4n-2}}}} |
| {\displaystyle \operatorname {sn} (u;k)=2\,{\bar {q}}(k)\sin[u\div {\bar {K}}(k)]\prod _{n=1}^{\infty }{\frac {1-2q(k)^{2n}\cos[2u\div {\bar {K}}(k)]+q(k)^{4n}}{1-2q(k)^{2n-1}\cos[2u\div {\bar {K}}(k)]+q(k)^{4n-2}}}}        |
Analog gilt für die cd-Funktion diese definierende Formel, welche direkt durch die innere Substitution {\displaystyle z\rightarrow K(k)-z} hervorgeht:
| {\displaystyle \operatorname {cd} (u;k)=\,{\frac {4}{{\bar {K}}(k)}}\,{\bar {q}}(k)^{2}\cos[u\div {\bar {K}}(k)]\sum _{n=1}^{\infty }{\frac {q(k)^{n-1}[1+q(k)^{2n-1}]}{1+2q(k)^{2n-1}\cos[2u\div {\bar {K}}(k)]+q(k)^{4n-2}}}} |
| {\displaystyle \operatorname {cd} (u;k)=2\,{\bar {q}}(k)\cos[u\div {\bar {K}}(k)]\prod _{n=1}^{\infty }{\frac {1+2q(k)^{2n}\cos[2u\div {\bar {K}}(k)]+q(k)^{4n}}{1+2q(k)^{2n-1}\cos[2u\div {\bar {K}}(k)]+q(k)^{4n-2}}}}        |
Diese Formeln basieren auf der Definition der Theta-Nichtnullwertfunktionen nach Whittaker und Watson.
Diese Formeln gelten für den Cosinus Amplitudinis:
| {\displaystyle \operatorname {cn} (u;k)=\,{\frac {4}{{\bar {K}}(k)}}\,{\bar {q}}(k)^{2}\cos[u\div {\bar {K}}(k)]\sum _{n=1}^{\infty }{\frac {(-1)^{n+1}q(k)^{n-1}[1-q(k)^{2n-1}]}{1-2q(k)^{2n-1}\cos[2u\div {\bar {K}}(k)]+q(k)^{4n-2}}}}       |
| {\displaystyle \operatorname {cn} (u;k)=2\,{\sqrt[{4}]{1-k^{2}}}\,{\bar {q}}(k)\cos[u\div {\bar {K}}(k)]\prod _{n=1}^{\infty }{\frac {1+2q(k)^{2n}\cos[2u\div {\bar {K}}(k)]+q(k)^{4n}}{1-2q(k)^{2n-1}\cos[2u\div {\bar {K}}(k)]+q(k)^{4n-2}}}} |
Weiter gilt nach den Whittaker-Watson-Produktformeln diese Formel für die Delta-Amplitudinis-Funktion:
{\displaystyle \operatorname {dn} (u;k)={\sqrt[{4}]{1-k^{2}}}\prod _{n=1}^{\infty }{\frac {1+2\cos[2u\div {\bar {K}}(k)]q(k)^{2n-1}+q(k)^{4n-2}}{1-2\cos[2u\div {\bar {K}}(k)]q(k)^{2n-1}+q(k)^{4n-2}}}}
Mit einer Sekans-Hyperbolicus-Summe ist eine Definition für das Delta Amplitudinis möglich:
{\displaystyle \operatorname {dn} (z;k)={\frac {\pi }{2K({\sqrt {1-k^{2}}})}}\sum _{n=-\infty }^{\infty }\operatorname {sech} {\bigl \{}\pi K({\sqrt {1-k^{2}}})^{-1}{\bigl [}K(k)n+{\tfrac {1}{2}}z{\bigr ]}{\bigr \}}}

## Entwicklung als Lambert-Reihe
Mit dem elliptischen Nomen (auf engl. nome) {\displaystyle q=\exp(-\pi K'/K)} und dem Argument {\displaystyle v=\pi u/(2K(k))} können die Funktionen in eine Lambert-Reihe entwickelt werden:
{\displaystyle \operatorname {sn} (u;k)={\frac {2\pi }{K(k){\sqrt {m}}}}\sum _{n=0}^{\infty }{\frac {q^{n+1/2}}{1-q^{2n+1}}}\sin((2n+1)v)}
{\displaystyle \operatorname {cn} (u;k)={\frac {2\pi }{K{\sqrt {m}}}}\sum _{n=0}^{\infty }{\frac {q^{n+1/2}}{1+q^{2n+1}}}\cos((2n+1)v)}
{\displaystyle \operatorname {dn} (u;k)={\frac {\pi }{2K}}+{\frac {2\pi }{K}}\sum _{n=1}^{\infty }{\frac {q^{n}}{1+q^{2n}}}\cos(2nv)}

## Die abgeleiteten Jacobi-Funktionen
Üblicherweise werden die Kehrwerte der drei grundlegenden Jacobi-Funktionen durch die Umkehrung der Buchstabenreihenfolge bezeichnet, also:
{\displaystyle \operatorname {ns} (z;k)=1/\operatorname {sn} (z;k)}
{\displaystyle \operatorname {nc} (z;k)=1/\operatorname {cn} (z;k)}
{\displaystyle \operatorname {nd} (z;k)=1/\operatorname {dn} (z;k)}
Die Verhältnisse der drei grundlegenden Jacobi-Funktionen werden durch den jeweils ersten Buchstaben des Zählers und des Nenners bezeichnet, also:
{\displaystyle \operatorname {sc} (z;k)=\operatorname {sn} (z;k)/\operatorname {cn} (z;k)}
{\displaystyle \operatorname {sd} (z;k)=\operatorname {sn} (z;k)/\operatorname {dn} (z;k)}
{\displaystyle \operatorname {dc} (z;k)=\operatorname {dn} (z;k)/\operatorname {cn} (z;k)}
{\displaystyle \operatorname {ds} (z;k)=\operatorname {dn} (z;k)/\operatorname {sn} (z;k)}
{\displaystyle \operatorname {cs} (z;k)=\operatorname {cn} (z;k)/\operatorname {sn} (z;k)}
{\displaystyle \operatorname {cd} (z;k)=\operatorname {cn} (z;k)/\operatorname {dn} (z;k)}
Verkürzt können wir also schreiben
{\displaystyle \operatorname {pq} (z;k)={\frac {\operatorname {pr} (z;k)}{\operatorname {qr} (z;k)}},}
wobei {\displaystyle p,q} und {\displaystyle r} jeweils einer der Buchstaben {\displaystyle s,c,d,n} sind und {\displaystyle ss=cc=dd=nn=1} gesetzt wird.

## Additionstheoreme

### Schellbachsche Additionstheoreme
Die Jacobi-Funktionen genügen den beiden algebraischen Beziehungen
{\displaystyle \operatorname {cn} ^{2}+\operatorname {sn} ^{2}=1}
{\displaystyle \operatorname {dn} ^{2}+k^{2}\operatorname {sn} ^{2}=1}
Somit parametrisieren {\displaystyle (\operatorname {cn,sn,dn} )} eine elliptische Kurve, die die Schnittmenge der beiden durch die obigen Gleichungen definierten Quadriken darstellt. Ferner können wir mit den Additionstheoremen ein Gruppengesetz für Punkte auf dieser Kurve definieren:
{\displaystyle \operatorname {sn} (x+y;k)={\operatorname {sn} (x;k)\;\operatorname {cn} (y;k)\;\operatorname {dn} (y;k)+\operatorname {sn} (y;k)\;\operatorname {cn} (x;k)\;\operatorname {dn} (x;k) \over {1-k^{2}\;\operatorname {sn} ^{2}(x;k)\;\operatorname {sn} ^{2}(y;k)}}}
{\displaystyle \operatorname {cn} (x+y;k)={\operatorname {cn} (x;k)\;\operatorname {cn} (y;k)-\operatorname {sn} (x;k)\;\operatorname {sn} (y;k)\;\operatorname {dn} (x;k)\;\operatorname {dn} (y;k) \over {1-k^{2}\;\operatorname {sn} ^{2}(x;k)\;\operatorname {sn} ^{2}(y;k)}}}
{\displaystyle \operatorname {dn} (x+y;k)={\operatorname {dn} (x;k)\;\operatorname {dn} (y;k)-k^{2}\;\operatorname {sn} (x;k)\;\operatorname {sn} (y;k)\;\operatorname {cn} (x;k)\;\operatorname {cn} (y;k) \over {1-k^{2}\;\operatorname {sn} ^{2}(x;k)\;\operatorname {sn} ^{2}(y;k)}}}
Der Mathematiker Karl Heinrich Schellbach nannte diese Additionstheoreme in seinem Werk Die Lehre von den elliptischen Integralen und den Theta-Funktionen auf der Seite 168. Mit folgendem Theorem können arithmetische Mittlungen durchgeführt werden:
{\displaystyle \operatorname {sn} (x/2+y/2;k)^{2}={\frac {1+\operatorname {sn} (x;k)\operatorname {sn} (y;k)-\operatorname {cn} (x;k)\operatorname {cn} (y;k)}{1+k^{2}\operatorname {sn} (x;k)\operatorname {sn} (y;k)+\operatorname {dn} (x;k)\operatorname {dn} (y;k)}}}

### Additionstheoreme über den Areatangens Hyperbolicus
Durch Zusatz der Funktion {\displaystyle \operatorname {cd} (x;k)=\operatorname {cn} (x;k)/\operatorname {dn} (x;k)=\operatorname {sn} [K(k)-x;k]} kann auch folgendes Paar an Theoremen formuliert werden:
| {\displaystyle {\color {blueviolet}\operatorname {sn} }(x+y;k)={\frac {{\color {blueviolet}\operatorname {sn} }(x;k)\,{\color {blue}\operatorname {cd} }(y;k)+{\color {blue}\operatorname {cd} }(x;k)\,{\color {blueviolet}\operatorname {sn} }(y;k)}{1+k^{2}\,{\color {blueviolet}\operatorname {sn} }(x;k)\,{\color {blue}\operatorname {cd} }(x;k)\,{\color {blueviolet}\operatorname {sn} }(y;k)\,{\color {blue}\operatorname {cd} }(y;k)}}} |
| {\displaystyle {\color {blue}\operatorname {cd} }(x+y;k)={\frac {{\color {blue}\operatorname {cd} }(x;k)\,{\color {blue}\operatorname {cd} }(y;k)-{\color {blueviolet}\operatorname {sn} }(x;k)\,{\color {blueviolet}\operatorname {sn} }(y;k)}{1-k^{2}\,{\color {blueviolet}\operatorname {sn} }(x;k)\,{\color {blue}\operatorname {cd} }(x;k)\,{\color {blueviolet}\operatorname {sn} }(y;k)\,{\color {blue}\operatorname {cd} }(y;k)}}}       |
Somit gebraucht dieses Paar an Theoremen nur zwei von den Jacobischen Funktionen, damit auf diese Weise die Werte der betroffenen Funktionen durch Kombination der Theoreme ermittelt werden können. Dieselben Additionstheoreme können mit Hilfe des Areatangens Hyperbolicus hervorgebracht werden:
{\displaystyle \operatorname {artanh} {\bigl [}k\,{\color {blueviolet}\operatorname {sn} }(x+y;k){\bigr ]}=\operatorname {artanh} {\bigl [}k\,{\color {blueviolet}\operatorname {sn} }(x;k)\,{\color {blue}\operatorname {cd} }(y;k){\bigr ]}+\operatorname {artanh} {\bigl [}k\,{\color {blue}\operatorname {cd} }(x;k)\,{\color {blueviolet}\operatorname {sn} }(y;k){\bigr ]}}
{\displaystyle \operatorname {artanh} {\bigl [}k\,{\color {blue}\operatorname {cd} }(x+y;k){\bigr ]}=\operatorname {artanh} {\bigl [}k\,{\color {blue}\operatorname {cd} }(x;k)\,{\color {blue}\operatorname {cd} }(y;k){\bigr ]}-\operatorname {artanh} {\bigl [}k\,{\color {blueviolet}\operatorname {sn} }(x;k)\,{\color {blueviolet}\operatorname {sn} }(y;k){\bigr ]}}

### Additionstheoreme über tangentielle Operatoren
Im Folgenden werden die Tangensaddition und Tangenssubtraktion definiert:
{\displaystyle a\oplus b=\tan {\bigl [}\arctan(a)+\arctan(b){\bigr ]}={\frac {a+b}{1-ab}}}
{\displaystyle c\ominus d=\tan {\bigl [}\arctan(c)-\arctan(d){\bigr ]}={\frac {c-d}{1+cd}}}
Das Theorem für den Tangens Amplitudinis {\displaystyle \operatorname {sc} } kann sehr leicht über die trigonometrische Tangenssumme beziehungsweise Tangensdifferenz dargestellt werden:
| {\displaystyle \operatorname {sc} (x+y;k)=\operatorname {sc} (x;k)\operatorname {dn} (y;k)\,\oplus \,\operatorname {sc} (y;k)\operatorname {dn} (x;k)} {\displaystyle \operatorname {sc} (x-y;k)=\operatorname {sc} (x;k)\operatorname {dn} (y;k)\,\ominus \,\operatorname {sc} (y;k)\operatorname {dn} (x;k)} |

## Modultransformationen

### Landensche Transformation
Die Jacobi-Funktionen eines Moduls können stets durch Jacobi-Funktionen eines anderen Moduls dargestellt werden, welcher mit dem ursprünglichen Modul elliptisch verwandt ist. Zwei elliptische Module a und b sind genau dann miteinander elliptisch verwandt, wenn sie folgende Formel erfüllen:
{\displaystyle {\frac {K(a)K'(b)}{K(b)K'(a)}}\in \mathbb {Q^{+}} }
In der Ausdrucksform der Elliptischen Lambdafunktion sind somit die elliptischen Module λ*(w) und λ*(v²w) mit v ∈ ℚ\0 miteinander elliptisch verwandt.
Transformation mit der Modulzuordnung λ*(w) ↦ λ*(4w):
{\displaystyle \operatorname {sn} (x;k)={\frac {2(1+{\sqrt {1-k^{2}}})\operatorname {sn} [{\tfrac {1}{2}}(1+{\sqrt {1-k^{2}}})x;k^{2}(1+{\sqrt {1-k^{2}}})^{-2}]}{(1+{\sqrt {1-k^{2}}})^{2}+k^{2}\operatorname {sn} [{\tfrac {1}{2}}(1+{\sqrt {1-k^{2}}})x;k^{2}(1+{\sqrt {1-k^{2}}})^{-2}]^{2}}}}
{\displaystyle \operatorname {dn} (x;k)={\frac {(1+{\sqrt {1-k^{2}}})^{2}-k^{2}\operatorname {sn} [{\tfrac {1}{2}}(1+{\sqrt {1-k^{2}}})x;k^{2}(1+{\sqrt {1-k^{2}}})^{-2}]^{2}}{(1+{\sqrt {1-k^{2}}})^{2}+k^{2}\operatorname {sn} [{\tfrac {1}{2}}(1+{\sqrt {1-k^{2}}})x;k^{2}(1+{\sqrt {1-k^{2}}})^{-2}]^{2}}}}
{\displaystyle \operatorname {cn} (x;k)={\frac {(1+{\sqrt {1-k^{2}}})^{2}\operatorname {cn} [{\tfrac {1}{2}}(1+{\sqrt {1-k^{2}}})x;k^{2}(1+{\sqrt {1-k^{2}}})^{-2}]\operatorname {dn} [{\tfrac {1}{2}}(1+{\sqrt {1-k^{2}}})x;k^{2}(1+{\sqrt {1-k^{2}}})^{-2}]}{(1+{\sqrt {1-k^{2}}})^{2}+k^{2}\operatorname {sn} [{\tfrac {1}{2}}(1+{\sqrt {1-k^{2}}})x;k^{2}(1+{\sqrt {1-k^{2}}})^{-2}]^{2}}}}
Somit gilt auch:
{\displaystyle \operatorname {sc} (x;k)={\frac {2\operatorname {sc} [{\tfrac {1}{2}}(1+{\sqrt {1-k^{2}}})x;k^{2}(1+{\sqrt {1-k^{2}}})^{-2}]}{(1+{\sqrt {1-k^{2}}})\operatorname {dn} [{\tfrac {1}{2}}(1+{\sqrt {1-k^{2}}})x;k^{2}(1+{\sqrt {1-k^{2}}})^{-2}]}}}
Außerdem gilt diese Summentransformation:
{\displaystyle \operatorname {cd} (x;k)+\operatorname {cn} (x;k)={\frac {\operatorname {sn} [(1+{\sqrt {1-k^{2}}})x;k^{2}(1+{\sqrt {1-k^{2}}})^{-2}]}{\operatorname {sn} [{\tfrac {1}{2}}(1+{\sqrt {1-k^{2}}})x;k^{2}(1+{\sqrt {1-k^{2}}})^{-2}]}}}

### Transformation der Kubizierung vom Nomen
Transformation mit der Modulzuordnung λ*(w) ↦ λ*(9w):
{\displaystyle \operatorname {artanh} {\bigl [}\operatorname {sn} ({\color {crimson}x};k){\bigr ]}=\operatorname {artanh} {\biggl \langle }{\color {green}\operatorname {sn} {\bigl \{}M_{B3}(k)^{2}{\color {crimson}x};k^{3}\operatorname {sn} {\bigl [}{\tfrac {1}{3}}K(k);k{\bigr ]}^{4}{\bigr \}}}{\biggr \rangle }+2\operatorname {artanh} {\biggl \langle }k^{2}\operatorname {sn} {\bigl [}{\tfrac {1}{3}}K(k);k{\bigr ]}^{3}{\color {green}\operatorname {sn} {\bigl \{}M_{B3}(k)^{2}{\color {crimson}x};k^{3}\operatorname {sn} {\bigl [}{\tfrac {1}{3}}K(k);k{\bigr ]}^{4}{\bigr \}}}{\biggr \rangle }}
{\displaystyle \operatorname {artanh} {\bigl [}\operatorname {cd} ({\color {crimson}x};k){\bigr ]}=\operatorname {artanh} {\biggl \langle }{\color {blue}\operatorname {cd} {\bigl \{}M_{B3}(k)^{2}{\color {crimson}x};k^{3}\operatorname {sn} {\bigl [}{\tfrac {1}{3}}K(k);k{\bigr ]}^{4}{\bigr \}}}{\biggr \rangle }+2\operatorname {artanh} {\biggl \langle }k^{2}\operatorname {sn} {\bigl [}{\tfrac {1}{3}}K(k);k{\bigr ]}^{3}{\color {blue}\operatorname {cd} {\bigl \{}M_{B3}(k)^{2}{\color {crimson}x};k^{3}\operatorname {sn} {\bigl [}{\tfrac {1}{3}}K(k);k{\bigr ]}^{4}{\bigr \}}}{\biggr \rangle }}
Die Funktion stellt den Bagisschen Thetaquotienten für die Stufe n = 3 dar. Es gilt grundsätzlich:
{\displaystyle M_{Bn}(k)={\frac {\vartheta _{00}[q(k)^{n}]}{\vartheta _{00}[q(k)]}}}
Für die genannte Stufe n = 3 gilt außerdem speziell diese Formel:
{\displaystyle M_{B3}(k)=3^{-1/2}{\bigl \{}2\operatorname {dn} {\bigl [}{\tfrac {2}{3}}K(k);k{\bigr ]}+1{\bigr \}}^{1/2}=3^{-1/2}{\bigl \{}2\operatorname {ns} {\bigl [}{\tfrac {1}{3}}K(k);k{\bigr ]}-1{\bigr \}}^{1/2}}
Sie wurden von dem griechischen Mathematiker Nikolaos Bagis erforscht. Er führte für diese Funktionen die Bezeichnung mit dem Buchstaben M ein. So gebrauchte er diese Bezeichnung beispielsweise in abgewandelter Form in seinem Werk The complete evaluation of Rogers Ramanujan and other continued fractions with elliptic functions und in weiteren Aufsätzen.
Rechenhinweise:
{\displaystyle k^{2}{\color {cornflowerblue}\operatorname {sn} [{\tfrac {1}{3}}K(k);k]}^{4}-2k^{2}{\color {cornflowerblue}\operatorname {sn} [{\tfrac {1}{3}}K(k);k]}^{3}+2{\color {cornflowerblue}\operatorname {sn} [{\tfrac {1}{3}}K(k);k]}-1=0}
{\displaystyle \operatorname {dn} [{\tfrac {2}{3}}K(k);k]={\color {cornflowerblue}\operatorname {sn} [{\tfrac {1}{3}}K(k);k]}^{-1}-1}
{\displaystyle \operatorname {sn} [{\tfrac {2}{3}}K(k);k]^{2}=\{1-{\color {cornflowerblue}\operatorname {sn} [{\tfrac {1}{3}}K(k);k]}^{2}\}\{1-k^{2}{\color {cornflowerblue}\operatorname {sn} [{\tfrac {1}{3}}K(k);k]}^{2}\}^{-1}}

## Quadratische Beziehungen
{\displaystyle {\begin{aligned}-\operatorname {dn} ^{2}(z;k)+{k'}^{2}&\quad =\qquad -k^{2}\;\operatorname {cn} ^{2}(z;k)&&=k^{2}\;\operatorname {sn} ^{2}(z;k)-k^{2}\\-{k'}^{2}\;\operatorname {nd} ^{2}(z;k)+k'^{2}&\quad =\qquad -k^{2}{k'}^{2}\;\operatorname {sd} ^{2}(z;k)&&=k^{2}\;\operatorname {cd} ^{2}(z;k)-k^{2}\\{k'}^{2}\;\operatorname {sc} ^{2}(z;k)+{k'}^{2}&\quad =\qquad {k'}^{2}\;\operatorname {nc} ^{2}(z;k)&&=\operatorname {dc} ^{2}(z;k)-k^{2}\\\operatorname {cs} ^{2}(z;k)+{k'}^{2}&\quad =\qquad \operatorname {ds} ^{2}(z;k)&&=\operatorname {ns} ^{2}(z;k)-k^{2}\\\end{aligned}}}
mit {\displaystyle k^{2}+k'^{2}=1}. Weitere quadratische Beziehungen können mit {\displaystyle \operatorname {pq} ^{2}\cdot \operatorname {qp} ^{2}=1} und {\displaystyle \operatorname {pq} =\operatorname {pr} /\operatorname {qr} } gebildet werden, wobei {\displaystyle p,q} und {\displaystyle r} jeweils einer der Buchstaben {\displaystyle s,c,d,n} sind und {\displaystyle ss=cc=dd=nn=1} gesetzt wird.

## Weitere Beziehungen
Diese Formeln stellen die Beziehungen der Jacobi-Funktionswerte für verdoppelte und verdreifachte Werte dar:
{\displaystyle \operatorname {sn} (x;k)\operatorname {sn} (2x;k)=\operatorname {cd} (x;k)[1-\operatorname {cn} (2x;k)]}
{\displaystyle \operatorname {cd} (x;k)\operatorname {sn} (2x;k)=\operatorname {sn} (x;k)[1+\operatorname {cn} (2x;k)]}

{\displaystyle \operatorname {cn} (x;k)-\operatorname {cn} (3x;k)=\operatorname {sn} (x;k)\operatorname {sn} (2x;k)[\operatorname {dn} (x;k)+\operatorname {dn} (3x;k)]}
{\displaystyle \operatorname {cn} (x;k)+\operatorname {cn} (3x;k)=\operatorname {cd} (x;k)\operatorname {cd} (2x;k)[\operatorname {dn} (x;k)+\operatorname {dn} (3x;k)]}

{\displaystyle \operatorname {sn} (2x;k)^{2}-\operatorname {sn} (x;k)^{2}=\operatorname {sn} (x;k)\operatorname {sn} (3x;k)[1-k^{2}\operatorname {sn} (x;k)^{2}\operatorname {sn} (2x;k)^{2}]}
{\displaystyle \operatorname {cd} (x;k)^{2}-\operatorname {sn} (2x;k)^{2}=\operatorname {cd} (x;k)\operatorname {cd} (3x;k)[1-k^{2}\operatorname {cd} (x;k)^{2}\operatorname {sn} (2x;k)^{2}]}

## Werte der Jacobi-Funktionen
Mit den Additionstheoremen können folgende Beziehungen hergeleitet werden:

### Werte im Ursprung
| {\displaystyle \operatorname {sn} (0;k)=0} |
| {\displaystyle \operatorname {cn} (0;k)=1} |
| {\displaystyle \operatorname {dn} (0;k)=1} |

### Weitere Funktionswerte
Für Argumente der Form {\displaystyle z={\frac {rK}{2}}+{\frac {s\mathrm {i} K'}{2}}} mit {\displaystyle r,s\in \mathbb {Z} } lassen sich die Funktionswerte {\displaystyle \operatorname {sn} (z;k)}, {\displaystyle \operatorname {cn} (z;k)} und {\displaystyle \operatorname {dn} (z;k)} mithilfe der Additionstheoreme auf die Werte der folgenden Tabelle zurückführen:
| {\displaystyle z}                                | {\displaystyle \operatorname {sn} (z;k)}                           | {\displaystyle \operatorname {cn} (z;k)}                            | {\displaystyle \operatorname {dn} (z;k)}                              |
| {\displaystyle 0}                                | {\displaystyle 0}                                                  | {\displaystyle 1}                                                   | {\displaystyle 1}                                                     |
| {\displaystyle {\frac {1}{2}}K}                  | {\displaystyle (1+k')^{-1/2}}                                      | {\displaystyle \left({\frac {k'}{1+k'}}\right)^{1/2}}               | {\displaystyle (k')^{1/2}}                                            |
| {\displaystyle K}                                | {\displaystyle 1}                                                  | {\displaystyle 0}                                                   | {\displaystyle k'}                                                    |
| {\displaystyle {\frac {1}{2}}\mathrm {i} K'}     | {\displaystyle \mathrm {i} k^{-1/2}}                               | {\displaystyle \left({\frac {1+k}{k}}\right)^{1/2}}                 | {\displaystyle (1+k)^{1/2}}                                           |
| {\displaystyle {\frac {1}{2}}(K+\mathrm {i} K')} | {\displaystyle (2k)^{-1/2}\,[(1+k)^{1/2}+\mathrm {i} (1-k)^{1/2}]} | {\displaystyle \left({\frac {k'}{2k}}\right)^{1/2}(1-\mathrm {i} )} | {\displaystyle (k'/2)^{1/2}[(1+k')^{1/2}-\mathrm {i} \,(1-k')^{1/2}]} |
| {\displaystyle K+{\frac {1}{2}}\mathrm {i} K'}   | {\displaystyle k^{-1/2}}                                           | {\displaystyle -\mathrm {i} \left({\frac {1-k}{k}}\right)^{1/2}}    | {\displaystyle (1-k)^{1/2}}                                           |
| {\displaystyle \mathrm {i} K'}                   | {\displaystyle \infty }                                            | {\displaystyle \infty }                                             | {\displaystyle \infty }                                               |
| {\displaystyle {\frac {1}{2}}K+\mathrm {i} K'}   | {\displaystyle (1-k')^{-1/2}}                                      | {\displaystyle -\mathrm {i} \left({\frac {k'}{1-k'}}\right)^{1/2}}  | {\displaystyle -\mathrm {i} (k')^{1/2}}                               |
| {\displaystyle K+\mathrm {i} K'}                 | {\displaystyle 1/k}                                                | {\displaystyle -\mathrm {i} k'/k}                                   | {\displaystyle 0}                                                     |
Dabei ist {\displaystyle k'={\sqrt {1-k^{2}}}}.

### Werte für die Halbierung von K
| {\displaystyle \operatorname {sn} {\bigl [}{\tfrac {1}{2}}K(k);k{\bigr ]}={\frac {\sqrt {2}}{{\sqrt {1+k}}+{\sqrt {1-k}}}}={\tfrac {1}{2}}{\sqrt {2}}\,\sec {\bigl [}{\tfrac {1}{2}}\arcsin(k){\bigr ]}}                                                          |
| {\displaystyle \operatorname {cn} {\bigl [}{\tfrac {1}{2}}K(k);k{\bigr ]}={\frac {{\sqrt {2}}\,{\sqrt[{4}]{1-k^{2}}}}{{\sqrt {1+k}}+{\sqrt {1-k}}}}={\tfrac {1}{2}}{\sqrt {2}}\,\operatorname {sech} {\bigl [}{\tfrac {1}{2}}\operatorname {artanh} (k){\bigr ]}} |
| {\displaystyle \operatorname {dn} {\bigl [}{\tfrac {1}{2}}K(k);k{\bigr ]}=\operatorname {cs} {\bigl [}{\tfrac {1}{2}}K(k);k{\bigr ]}={\sqrt[{4}]{1-k^{2}}}} |

### Werte für die Dreiteilung von K
Für die Bestimmung der Amplituden-Funktionswerte vom Drittel des K-Integrals ist eine Quartische Gleichung zu lösen, welche den biquadratisch radikalen Ausdruck aus einem kubisch radikalen Ausdruck bezüglich des Moduls liefert:
{\displaystyle k^{2}\operatorname {sn} {\bigl [}{\tfrac {1}{3}}K(k);k{\bigr ]}^{4}-2k^{2}\operatorname {sn} {\bigl [}{\tfrac {1}{3}}K(k);k{\bigr ]}^{3}+2\operatorname {sn} {\bigl [}{\tfrac {1}{3}}K(k);k{\bigr ]}-1=0}
{\displaystyle \operatorname {sn} {\bigl [}{\tfrac {1}{3}}K(k);k{\bigr ]}+\operatorname {cn} {\bigl [}{\tfrac {2}{3}}K(k);k{\bigr ]}=1}
{\displaystyle \operatorname {sn} {\bigl [}{\tfrac {1}{3}}K(k);k{\bigr ]}\operatorname {dn} {\bigl [}{\tfrac {2}{3}}K(k);k{\bigr ]}=\operatorname {cn} {\bigl [}{\tfrac {2}{3}}K(k);k{\bigr ]}}
Alternativ zum Auflösen des genannten quartischen Gleichungsausdrucks kann auch folgendes Paar an Parameterformeln verwendet werden:
| {\displaystyle \operatorname {sn} {\biggl \langle }{\frac {1}{3}}K{\biggl \{}\tan {\bigl [}{\frac {1}{2}}\arctan(x^{3}){\bigr ]}{\biggr \}};\tan {\bigl [}{\frac {1}{2}}\arctan(x^{3}){\bigr ]}{\biggr \rangle }=\operatorname {tanh} {\biggl \{}{\frac {1}{2}}\ln {\biggl [}\,{\sqrt {2{\sqrt {x^{4}-x^{2}+1}}-x^{2}+2}}+{\sqrt {x^{2}+1}}\,{\biggr ]}{\biggr \}}} |
| {\displaystyle \operatorname {cn} {\biggl \langle }{\frac {1}{3}}K{\biggl \{}\tan {\bigl [}{\frac {1}{2}}\arctan(x^{3}){\bigr ]}{\biggr \}};\tan {\bigl [}{\frac {1}{2}}\arctan(x^{3}){\bigr ]}{\biggr \rangle }=\operatorname {sech} {\biggl \{}{\frac {1}{2}}\ln {\biggl [}\,{\sqrt {2{\sqrt {x^{4}-x^{2}+1}}-x^{2}+2}}+{\sqrt {x^{2}+1}}\,{\biggr ]}{\biggr \}}} |
Für Tangenshalbierung ist diese Formel gültig:
{\displaystyle \tan {\bigl [}{\frac {1}{2}}\arctan(x^{3}){\bigr ]}={\frac {x^{3}}{{\sqrt {x^{6}+1}}+1}}}
Das bedeutet, dass man am elliptischen Modul {\displaystyle k} eine Tangensverdopplung und dann eine kubische Radizierung durchführen muss, um auf den soeben gezeigten Wert {\displaystyle x} zu kommen.

### Werte für die Fünfteilung von K
Die Werte für die Fünfteilung vom vollständigen elliptischen Integral {\displaystyle K} können vereinfacht mit den reduzierten Weberschen Modulfunktionen vom Index 5 dargestellt werden. Die reduzierten Weberschen Funktion können wie folgt definiert werden:
| Kleine reduzierte Webersche Funktion | Große reduzierte Webersche Funktion |
| --- | --- |
| {\displaystyle {\color {ProcessBlue}w_{R5}(k)={\frac {2\,[q(k)^{5};q(k)^{10}]_{\infty }}{[q(k);q(k)^{2}]_{\infty }^{5}}}={\frac {5\,\vartheta _{01}[q(k)^{5}]^{2}}{2\,\vartheta _{01}[q(k)]^{2}}}-{\frac {1}{2}}}}                             | {\displaystyle {\color {RoyalBlue}W_{R5}(k)={\frac {2\,[q(k)^{10};q(k)^{20}]_{\infty }\,[q(k);q(k)^{2}]_{\infty }^{5}}{[q(k)^{5};q(k)^{10}]_{\infty }\,[q(k)^{2};q(k)^{4}]_{\infty }^{5}}}={\frac {5\,\vartheta _{00}[q(k)^{5}]^{2}}{2\,\vartheta _{00}[q(k)]^{2}}}-{\frac {1}{2}}}} |
| {\displaystyle {\color {ProcessBlue}w_{R5}(k)=\operatorname {nc} {\bigl [}{\tfrac {4}{5}}K(k);k{\bigr ]}-\operatorname {nc} {\bigl [}{\tfrac {2}{5}}K(k);k{\bigr ]}}}                                                                          | {\displaystyle {\color {RoyalBlue}W_{R5}(k)=\operatorname {dn} {\bigl [}{\tfrac {2}{5}}K(k);k{\bigr ]}+\operatorname {dn} {\bigl [}{\tfrac {4}{5}}K(k);k{\bigr ]}}} |
| {\displaystyle {\color {ProcessBlue}w_{R5}(k)={\frac {2}{1-k^{2}\operatorname {sn} [{\tfrac {2}{5}}K(k);k]^{2}\operatorname {sn} [{\tfrac {4}{5}}K(k);k]^{2}}}}}                                                                               | {\displaystyle {\color {RoyalBlue}W_{R5}(k)={\frac {2-2k^{2}}{1-k^{2}+k^{2}\operatorname {cn} [{\tfrac {1}{5}}K(k);k]^{2}\operatorname {cn} [{\tfrac {3}{5}}K(k);k]^{2}}}}} |
| {\displaystyle {\color {ProcessBlue}w_{R5}(k)={\frac {2\operatorname {sn} [{\tfrac {2}{5}}K(k);k]\operatorname {sn} [{\tfrac {4}{5}}K(k);k]}{\operatorname {sn} [{\tfrac {4}{5}}K(k);k]^{2}-\operatorname {sn} [{\tfrac {2}{5}}K(k);k]^{2}}}}} | {\displaystyle {\color {RoyalBlue}W_{R5}(k)={\frac {2\operatorname {cn} [{\tfrac {1}{5}}K(k);k]\operatorname {cn} [{\tfrac {3}{5}}K(k);k]}{\operatorname {cn} [{\tfrac {1}{5}}K(k);k]^{2}-\operatorname {cn} [{\tfrac {3}{5}}K(k);k]^{2}}}}}                                         |
In jeder dieser beiden Spalten der Tabelle sind die genannten Formeln jeweils alle vier identisch. Für die Ermittlung der Werte sn, cn und dn von den Fünfteln des vollständigen elliptischen Integrals {\displaystyle K} sollen zuerst die Werte {\displaystyle w} und {\displaystyle W} in Abhängigkeit vom elliptischen Modul {\displaystyle k} über Gleichungen sechsten Grades berechnet werden und anschließend sollen die Werte {\displaystyle w} und {\displaystyle W} algebraisch miteinander verknüpft werden, so dass die Werte sn, cn und dn hervorgerufen werden.
| Gleichungen sechsten Grades für die Ermittlungen der Werte {\displaystyle w} und {\displaystyle W} in Abhängigkeit vom Modul {\displaystyle k} |
| --- |
| Folgende Gleichung dient zur Ermittlung der Werte der kleinen w-Funktion: {\displaystyle w_{R5}(k)^{6}-2\,w_{R5}(k)^{5}=\tan {\bigl [}2\arctan(k){\bigr ]}^{2}{\bigl [}2\,w_{R5}(k)+1{\bigr ]}} |
| Analog hierzu kann folgende Gleichung für die Ermittlung der Werte der großen W-Funktion verwendet werden: {\displaystyle 2\,W_{R5}(k)^{5}-W_{R5}(k)^{6}=\sin {\bigl [}2\arcsin(k){\bigr ]}^{2}{\bigl [}2\,W_{R5}(k)+1{\bigr ]}} Achtung! Wenn gilt: {\displaystyle {\color {blueviolet}\|k\|<{\tfrac {1}{2}}{\sqrt {2}}}} Dann gilt: {\displaystyle {\color {blueviolet}W_{R5}(k)>{\tfrac {1}{2}}({\sqrt {5}}+1)}} Und wenn gilt: {\displaystyle {\color {blueviolet}\|k\|>{\tfrac {1}{2}}{\sqrt {2}}}} Dann gilt: {\displaystyle {\color {blueviolet}W_{R5}(k)<{\tfrac {1}{2}}({\sqrt {5}}+1)}} Diese Regel muss beachtet werden, damit keine Verwechselungen in den Lösungen der genannten Gleichung entstehen. |
Man kann auch sehr effizient von der Funktion {\displaystyle w_{R5}} auf die Funktion {\displaystyle W_{R5}} sukzessiv mit diesen Formeln schließen:
{\displaystyle W_{R5}(k)={\frac {5\,\vartheta _{00}[q(k)^{5}]^{2}}{2\,\vartheta _{00}[q(k)]^{2}}}-{\frac {1}{2}}=2\,w_{R5}(k)^{-1}w_{R5}{\bigl [}k^{2}(1+{\sqrt {1-k^{2}}})^{-2}{\bigr ]}=}
{\displaystyle =w_{R5}(k)^{-2}{\bigl \{}{\sqrt {[2\,w_{R5}(k)+1][w_{R5}(k)^{2}+1]}}+w_{R5}(k)+1{\bigr \}}}
{\displaystyle =w_{R5}(k)^{-2}{\biggl \{}{\frac {1-k^{2}}{1+k^{2}}}{\bigl [}w_{R5}(k)^{2}-w_{R5}(k)-1{\bigr ]}{\bigl [}w_{R5}(k)^{2}+1{\bigr ]}+w_{R5}(k)+1{\biggr \}}}
Durch Kenntnis der reduzierten Weberschen Modulfunktionswerte w und W können im Anschluss die Werte der Amplitudenfunktionen so ermittelt werden:
| {\displaystyle \operatorname {sn} {\bigl [}{\tfrac {1}{5}}K(k);k{\bigr ]}={\frac {{\sqrt {2\,{\color {ProcessBlue}w_{R5}(k)}+1}}-1}{{\color {ProcessBlue}w_{R5}(k)}\,{\color {RoyalBlue}W_{R5}(k)}}}} | {\displaystyle \operatorname {cn} {\bigl [}{\tfrac {2}{5}}K(k);k{\bigr ]}={\frac {{\sqrt {2\,{\color {RoyalBlue}W_{R5}(k)}+1}}+1}{{\color {ProcessBlue}w_{R5}(k)}\,{\color {RoyalBlue}W_{R5}(k)}}}} |
| {\displaystyle \operatorname {sn} {\bigl [}{\tfrac {3}{5}}K(k);k{\bigr ]}={\frac {{\sqrt {2\,{\color {ProcessBlue}w_{R5}(k)}+1}}+1}{{\color {ProcessBlue}w_{R5}(k)}\,{\color {RoyalBlue}W_{R5}(k)}}}} | {\displaystyle \operatorname {cn} {\bigl [}{\tfrac {4}{5}}K(k);k{\bigr ]}={\frac {{\sqrt {2\,{\color {RoyalBlue}W_{R5}(k)}+1}}-1}{{\color {ProcessBlue}w_{R5}(k)}\,{\color {RoyalBlue}W_{R5}(k)}}}} |
Ebenso können Tangensdifferenzen für die Ermittlung der Amplitudenfunktionswerte herangezogen werden:
| {\displaystyle \operatorname {sn} {\bigl [}{\tfrac {1}{5}}K(\varepsilon );\varepsilon {\bigr ]}=1\ominus {\sqrt {2\,w_{R5}(\varepsilon )+1}}{\bigl [}{\sqrt {w_{R5}(\varepsilon )^{2}+1}}-w_{R5}(\varepsilon ){\bigr ]}} |
| {\displaystyle \operatorname {sn} {\bigl [}{\tfrac {3}{5}}K(\varepsilon );\varepsilon {\bigr ]}={\sqrt {2\,w_{R5}(\varepsilon )+1}}{\bigl [}{\sqrt {w_{R5}(\varepsilon )^{2}+1}}+w_{R5}(\varepsilon ){\bigr ]}\ominus 1} |
| {\displaystyle \operatorname {cn} {\bigl [}{\tfrac {2}{5}}K(\varepsilon );\varepsilon {\bigr ]}={\sqrt {2\,W_{R5}(\varepsilon )+1}}{\bigl [}{\sqrt {W_{R5}(\varepsilon )^{2}+1}}+W_{R5}(\varepsilon ){\bigr ]}\ominus 1} |
| {\displaystyle \operatorname {cn} {\bigl [}{\tfrac {4}{5}}K(\varepsilon );\varepsilon {\bigr ]}=1\ominus {\sqrt {2\,W_{R5}(\varepsilon )+1}}{\bigl [}{\sqrt {W_{R5}(\varepsilon )^{2}+1}}-W_{R5}(\varepsilon ){\bigr ]}} |
Somit werden die aufgelisteten vier Schlüsselwerte quadriert und anschließend wird die Tangenssubtraktion mit der Zahl Eins beziehungsweise eine Tangensverschiebung um das Kreisbogenmaß {\displaystyle \pi /4} durchgeführt.
Für das Produkt und die Differenz dieser beiden sn-Werte gelten außerdem diese Beziehungen:
{\displaystyle \operatorname {sn} [{\tfrac {1}{5}}K(k);k]\,\operatorname {sn} [{\tfrac {3}{5}}K(k);k]=2\,w_{R5}(k)^{-1}W_{R5}(k)^{-2}=}
{\displaystyle ={\frac {(1-k^{2})[w_{R5}(k)^{4}-w_{R5}(k)^{3}]-2\,w_{R5}(k)-2}{(1-k^{2})[w_{R5}(k)^{4}-w_{R5}(k)^{3}]+2\,k^{2}w_{R5}(k)+2\,k^{2}}}}
{\displaystyle \operatorname {sn} [{\tfrac {3}{5}}K(k);k]-\operatorname {sn} [{\tfrac {1}{5}}K(k);k]=w_{R5}{\bigl [}k^{2}(1+{\sqrt {1-k^{2}}})^{-2}{\bigr ]}^{-1}}

### Werte für die Siebenteilung von K
Die kleine reduzierte Webersche Funktion kann wie folgt definiert werden:
{\displaystyle w_{R7}(k)={\frac {2{\sqrt {2}}\,[q(k)^{7};q(k)^{14}]_{\infty }}{[q(k);q(k)^{2}]_{\infty }^{7}}}}
{\displaystyle w_{R7}(k)=2{\sqrt {2}}\,{\biggl \{}{\frac {\operatorname {sn} [{\tfrac {6}{7}}K(k);k]}{\operatorname {sn} [{\tfrac {2}{7}}K(k);k]}}+{\frac {\operatorname {sn} [{\tfrac {2}{7}}K(k);k]}{\operatorname {sn} [{\tfrac {4}{7}}K(k);k]}}-{\frac {\operatorname {sn} [{\tfrac {4}{7}}K(k);k]}{\operatorname {sn} [{\tfrac {6}{7}}K(k);k]}}-1{\biggr \}}^{-1}}
So können die Werte dieser Funktion ermittelt werden:
{\displaystyle w_{R7}(k)^{8}-2{\sqrt {2}}\,w_{R7}(k)^{7}-7\tan[2\arctan(k)]^{2}w_{R7}(k)^{4}+\tan[2\arctan(k)]^{4}[-2{\sqrt {2}}\,w_{R7}(k)+1]=0}
Folgende Gleichung liefert nachfolgende Lösungen:
{\displaystyle (y-1)^{2}(y+1)-2{\sqrt {2}}\,w_{R7}(k)^{-1}y=0}
Die drei Lösungen dieser Gleichung lauten wie folgt:
{\displaystyle y_{1}={\frac {\operatorname {sn} [{\tfrac {4}{7}}K(k);k]}{\operatorname {sn} [{\tfrac {2}{7}}K(k);k]}}}
{\displaystyle y_{2}={\frac {\operatorname {sn} [{\tfrac {2}{7}}K(k);k]}{\operatorname {sn} [{\tfrac {6}{7}}K(k);k]}}}
{\displaystyle y_{3}=-{\frac {\operatorname {sn} [{\tfrac {6}{7}}K(k);k]}{\operatorname {sn} [{\tfrac {4}{7}}K(k);k]}}}
Zum Schluss werden die Sinus-Amplitudinis-Werte direkt ermittelt.
Hierfür kann das Verdopplungstheorem verwendet werden:
{\displaystyle 4(1-z_{A}^{2})(1-k^{2}z_{A}^{2})=(1-k^{2}z_{A}^{4})^{2}y_{1}^{2}}
{\displaystyle z_{A}=\operatorname {sn} [{\tfrac {2}{7}}K(k);k]}
{\displaystyle 4(1-z_{B}^{2})(1-k^{2}z_{B}^{2})=(1-k^{2}z_{B}^{4})^{2}y_{2}^{2}}
{\displaystyle z_{B}=\operatorname {sn} [{\tfrac {6}{7}}K(k);k]}
{\displaystyle 4(1-z_{C}^{2})(1-k^{2}z_{C}^{2})=(1-k^{2}z_{C}^{4})^{2}y_{3}^{2}}
{\displaystyle z_{C}=\operatorname {sn} [{\tfrac {4}{7}}K(k);k]}

## Beweise der K-Bruchformeln

### Beweis der Formeln für die Dreiteilung von K
Durch innere Verschiebung der sn-Funktion um den Wert {\displaystyle K} entsteht die cd-Funktion:
{\displaystyle \operatorname {sn} [{\tfrac {2}{3}}K(k);k]={\frac {\operatorname {cn} [{\tfrac {1}{3}}K(k);k]}{\operatorname {dn} [{\tfrac {1}{3}}K(k);k]}}}
Das Verdopplungstheorem des Sinus-Amplitudinis lautet so:
{\displaystyle \operatorname {sn} [{\tfrac {2}{3}}K(k);k]={\frac {2\operatorname {sn} [{\tfrac {1}{3}}K(k);k]\operatorname {cn} [{\tfrac {1}{3}}K(k);k]\operatorname {dn} [{\tfrac {1}{3}}K(k);k]}{1-k^{2}\operatorname {sn} [{\tfrac {1}{3}}K(k);k]^{4}}}}
Aus diesen beiden Formeln folgen jene Formeln:
{\displaystyle 2\operatorname {sn} [{\tfrac {1}{3}}K(k);k]\operatorname {dn} [{\tfrac {1}{3}}K(k);k]^{2}=1-k^{2}\operatorname {sn} [{\tfrac {1}{3}}K(k);k]^{4}}
{\displaystyle 2\operatorname {sn} [{\tfrac {1}{3}}K(k);k]\{1-k^{2}\operatorname {sn} [{\tfrac {1}{3}}K(k);k]^{2}\}=1-k^{2}\operatorname {sn} [{\tfrac {1}{3}}K(k);k]^{4}}
{\displaystyle k^{2}\operatorname {sn} {\bigl [}{\tfrac {1}{3}}K(k);k{\bigr ]}^{4}-2k^{2}\operatorname {sn} {\bigl [}{\tfrac {1}{3}}K(k);k{\bigr ]}^{3}+2\operatorname {sn} {\bigl [}{\tfrac {1}{3}}K(k);k{\bigr ]}-1=0}
Im Folgenden wird diese Substitution durchgeführt:
{\displaystyle y={\frac {1+\operatorname {sn} [{\tfrac {1}{3}}K(k);k]}{1-\operatorname {sn} [{\tfrac {1}{3}}K(k);k]}}}
So ergibt sich jene Formel:
{\displaystyle y^{4}-6y^{2}-8{\frac {1+k^{2}}{1-k^{2}}}y-3=0}
Als Nächstes wird der Modul auf folgende Weise parametrisiert:
{\displaystyle k={\frac {x^{3}}{{\sqrt {x^{6}+1}}+1}}}
So entsteht diese Gleichung:
{\displaystyle y^{4}-6y^{2}-8{\sqrt {x^{6}+1}}\,y-3=0}
Alle quartischen Polynome können als Differenz nach dem Muster Quadrat eines quadratischen Polynoms minus Quadrat eines linearen Polynoms dargestellt werden:
{\displaystyle (y^{2}+2x^{2}-1)^{2}-4({\sqrt {x^{2}+1}}\,y+{\sqrt {x^{4}-x^{2}+1}})^{2}=0}
Als dritte Binomische Formel kann dieser Ausdruck faktorisiert werden.
Durch den Satz von Vieta entsteht folgende quadratische Gleichung:
{\displaystyle y^{2}+2x^{2}-1-2{\sqrt {x^{2}+1}}\,y-2{\sqrt {x^{4}-x^{2}+1}}=0}
{\displaystyle (y-{\sqrt {x^{2}+1}})^{2}+x^{2}-2-2{\sqrt {x^{4}-x^{2}+1}}=0}
{\displaystyle y={\sqrt {2{\sqrt {x^{4}-x^{2}+1}}-x^{2}+2}}+{\sqrt {x^{2}+1}}}
{\displaystyle {\frac {1+\operatorname {sn} [{\tfrac {1}{3}}K(k);k]}{1-\operatorname {sn} [{\tfrac {1}{3}}K(k);k]}}={\sqrt {2{\sqrt {x^{4}-x^{2}+1}}-x^{2}+2}}+{\sqrt {x^{2}+1}}}
{\displaystyle \operatorname {sn} [{\tfrac {1}{3}}K(k);k]={\frac {{\sqrt {2{\sqrt {x^{4}-x^{2}+1}}-x^{2}+2}}+{\sqrt {x^{2}+1}}-1}{{\sqrt {2{\sqrt {x^{4}-x^{2}+1}}-x^{2}+2}}+{\sqrt {x^{2}+1}}+1}}}
{\displaystyle k={\frac {x^{3}}{{\sqrt {x^{6}+1}}+1}}}
{\displaystyle \operatorname {sn} {\biggl [}{\frac {1}{3}}K{\biggl (}{\frac {x^{3}}{{\sqrt {x^{6}+1}}+1}}{\biggr )};{\frac {x^{3}}{{\sqrt {x^{6}+1}}+1}}{\biggr ]}={\frac {{\sqrt {2{\sqrt {x^{4}-x^{2}+1}}-x^{2}+2}}+{\sqrt {x^{2}+1}}-1}{{\sqrt {2{\sqrt {x^{4}-x^{2}+1}}-x^{2}+2}}+{\sqrt {x^{2}+1}}+1}}}
QUOD ERAT DEMONSTRANDUM

### Beweis der sn-Beziehungen für die Fünfteilung von K
Das Verdopplungstheorem der cd-Funktion ergibt folgende zwei Ausdrücke:
{\displaystyle \operatorname {sn} [{\tfrac {3}{5}}K(k);k]=\operatorname {cd} [{\tfrac {2}{5}}K(k);k]={\frac {1-2\operatorname {sn} [{\tfrac {1}{5}}K(k);k]^{2}+k^{2}\operatorname {sn} [{\tfrac {1}{5}}K(k);k]^{4}}{1-2k^{2}\operatorname {sn} [{\tfrac {1}{5}}K(k);k]^{2}+k^{2}\operatorname {sn} [{\tfrac {1}{5}}K(k);k]^{4}}}}
{\displaystyle \operatorname {sn} [{\tfrac {1}{5}}K(k);k]=-\operatorname {cd} [{\tfrac {6}{5}}K(k);k]=-{\frac {1-2\operatorname {sn} [{\tfrac {3}{5}}K(k);k]^{2}+k^{2}\operatorname {sn} [{\tfrac {3}{5}}K(k);k]^{4}}{1-2k^{2}\operatorname {sn} [{\tfrac {3}{5}}K(k);k]^{2}+k^{2}\operatorname {sn} [{\tfrac {3}{5}}K(k);k]^{4}}}}
Nun wird auf diese Weise parametrisiert:
{\displaystyle \operatorname {sn} [{\tfrac {3}{5}}K(k);k]=a}
{\displaystyle \operatorname {sn} [{\tfrac {1}{5}}K(k);k]=b}
Dann entstehen folgende Ausdrücke:
{\displaystyle a(1-2k^{2}b^{2}+k^{2}b^{4})=1-2b^{2}+k^{2}b^{4}}
{\displaystyle b(1-2k^{2}a^{2}+k^{2}a^{4})=-(1-2a^{2}+k^{2}a^{4})}
Die Summe dieser beiden Formeln ergibt dieses Resultat:
{\displaystyle a(1-2k^{2}b^{2}+k^{2}b^{4})+b(1-2k^{2}a^{2}+k^{2}a^{4})=1-2b^{2}+k^{2}b^{4}-(1-2a^{2}+k^{2}a^{4})}
{\displaystyle (a+b)[1-2k^{2}ab+k^{2}ab(a^{2}+b^{2}-ab)]=(a^{2}-b^{2})[2-k^{2}(a^{2}+b^{2})]}
{\displaystyle {\color {royalblue}1-2k^{2}ab+k^{2}ab[(a-b)^{2}+ab]=(a-b)[2-k^{2}(a-b)^{2}-2k^{2}ab]}}
Die Differenz derselben beiden Formeln ergibt jenes Resultat:
{\displaystyle a(1-2k^{2}b^{2}+k^{2}b^{4})-b(1-2k^{2}a^{2}+k^{2}a^{4})=1-2b^{2}+k^{2}b^{4}+1-2a^{2}+k^{2}a^{4}}
{\displaystyle (a-b)[1+2k^{2}ab-k^{2}ab(a^{2}+b^{2}+ab)]=2-2(a^{2}+b^{2})+k^{2}(a^{4}+b^{4})}
{\displaystyle {\color {blueviolet}(a-b)\{1+2k^{2}ab-k^{2}ab[(a-b)^{2}+3ab]\}=2-2[(a-b)^{2}+2ab]+k^{2}[(a-b)^{4}+4ab(a-b)^{2}+2a^{2}b^{2}]}}
Nun wird auf folgende Weise die Parametrisierung abgeändert:
{\displaystyle \operatorname {sn} [{\tfrac {3}{5}}K(k);k]\operatorname {sn} [{\tfrac {1}{5}}K(k);k]=ab=x}
{\displaystyle \operatorname {sn} [{\tfrac {3}{5}}K(k);k]-\operatorname {sn} [{\tfrac {1}{5}}K(k);k]=a-b=y}
So entstehen diese Formeln:
{\displaystyle {\color {royalblue}1-2k^{2}x+k^{2}x(y^{2}+x)=y(2-k^{2}y^{2}-2k^{2}x)}}
{\displaystyle {\color {blueviolet}y[1+2k^{2}x-k^{2}x(y^{2}+3x)]=2-2(y^{2}+2x)+k^{2}(y^{4}+4xy^{2}+2x^{2})}}
Aus diesen beiden Formeln kristallisieren sich jene Formeln heraus:
{\displaystyle 2x^{2}-2x+2xy+y^{3}=0}
{\displaystyle k^{2}xy^{2}-k^{2}x^{2}-2y+1=0}
Durch Kombination der nun genannten beiden Formeln entstehen folgende zwei Formeln:
{\displaystyle {\color {blue}k^{6}x^{6}-4k^{6}x^{5}+5k^{4}x^{4}-5k^{2}x^{2}+4x-1=0}}
{\displaystyle x=\operatorname {sn} [{\tfrac {1}{5}}K(k);k]\,\operatorname {sn} [{\tfrac {3}{5}}K(k);k]}
{\displaystyle {\color {green}k^{4}(y^{6}+2y^{5})+4(1-k^{2})(2y-1)=0}}
{\displaystyle y=\operatorname {sn} [{\tfrac {3}{5}}K(k);k]-\operatorname {sn} [{\tfrac {1}{5}}K(k);k]}
Aus den nun gezeigten Gleichungen sechsten Grades folgt direkt:
{\displaystyle \operatorname {sn} [{\tfrac {1}{5}}K(k);k]\,\operatorname {sn} [{\tfrac {3}{5}}K(k);k]=2\,w_{R5}(k)^{-1}W_{R5}(k)^{-2}}
{\displaystyle \operatorname {sn} [{\tfrac {3}{5}}K(k);k]-\operatorname {sn} [{\tfrac {1}{5}}K(k);k]=w_{R5}{\bigl [}k^{2}(1+{\sqrt {1-k^{2}}})^{-2}{\bigr ]}^{-1}}
QUOD ERAT DEMONSTRANDUM

## Die elliptischen Jacobi-Funktionen als Lösungen nichtlinearer Differentialgleichungen
Die Ableitungen der drei grundlegenden elliptischen Jacobi-Funktionen lauten:
{\displaystyle {\frac {\mathrm {d} }{\mathrm {d} z}}\,\mathrm {sn} \,(z;k)=\mathrm {cn} \,(z;k)\,\mathrm {dn} \,(z;k)}
{\displaystyle {\frac {\mathrm {d} }{\mathrm {d} z}}\,\mathrm {cn} \,(z;k)=-\mathrm {sn} \,(z;k)\,\mathrm {dn} \,(z;k)}
{\displaystyle {\frac {\mathrm {d} }{\mathrm {d} z}}\,\mathrm {dn} \,(z;k)=-k^{2}\mathrm {sn} \,(z;k)\,\mathrm {cn} \,(z;k)}
Mit den obigen Additionstheoremen sind sie daher für ein gegebenes {\displaystyle k} mit {\displaystyle 0<k<1} Lösungen der folgenden nichtlinearen Differentialgleichungen:
- {\displaystyle \operatorname {sn} \,(x;k)} löst {\displaystyle {\frac {\mathrm {d} ^{2}y}{\mathrm {d} x^{2}}}+(1+k^{2})y-2k^{2}y^{3}=0} und {\displaystyle \left({\frac {\mathrm {d} y}{\mathrm {d} x}}\right)^{2}=(1-y^{2})(1-k^{2}y^{2})}

- {\displaystyle \operatorname {cn} \,(x;k)} löst {\displaystyle {\frac {\mathrm {d} ^{2}y}{\mathrm {d} x^{2}}}+(1-2k^{2})y+2k^{2}y^{3}=0} und {\displaystyle \left({\frac {\mathrm {d} y}{\mathrm {d} x}}\right)^{2}=(1-y^{2})(1-k^{2}+k^{2}y^{2})}

- {\displaystyle \operatorname {dn} \,(x;k)} löst {\displaystyle {\frac {\mathrm {d} ^{2}y}{\mathrm {d} x^{2}}}-(2-k^{2})y+2y^{3}=0} und {\displaystyle \left({\frac {\mathrm {d} y}{\mathrm {d} x}}\right)^{2}=(y^{2}-1)(1-k^{2}-y^{2})}

## Stammfunktionen der Jacobi-Funktionen
In dieser Liste werden einige Ursprungsstammfunktionen für die Jacobi-Funktionen genannt:
{\displaystyle \int _{0}^{x}\operatorname {sn} (z;k)\mathrm {d} z={\frac {1}{k}}\operatorname {artanh} (k)-{\frac {1}{k}}\operatorname {artanh} [k\,\operatorname {cd} (x;k)]}
{\displaystyle \int _{0}^{x}\operatorname {cn} (z;k)\mathrm {d} z={\frac {1}{k}}\operatorname {arcsin} [k\,\operatorname {sn} (x;k)]}
{\displaystyle \int _{0}^{x}\operatorname {dn} (z;k)\mathrm {d} z=\operatorname {am} (x;k)}
{\displaystyle \int _{0}^{x}\operatorname {cd} (z;k)\mathrm {d} z={\frac {1}{k}}\operatorname {artanh} [k\,\operatorname {sn} (x;k)]}
{\displaystyle \int _{0}^{x}\operatorname {sd} (z;k)\mathrm {d} z={\frac {1}{kk'}}\arcsin(k)-{\frac {1}{kk'}}\arcsin[k\,\operatorname {cd} (x;k)]}
{\displaystyle \int _{0}^{x}\operatorname {nd} (z;k)\mathrm {d} z={\frac {1}{k'}}\operatorname {am} [x+K(k);k]-{\frac {\pi }{2k'}}}
Diese Formeln sind für Module des Bereichs {\displaystyle 0<k<1} gültig.

## Produkte des Sinus Amplitudinis
In der Theorie der elliptischen Funktionen haben Sinus-Amplitudinis-Produkte eine große Bedeutung. Denn elliptisch verwandte Werte der Elliptischen Lambdafunktion stehen generell in folgendem Zusammenhang:
{\displaystyle \lambda ^{*}[(2n+1)^{2}w]=\lambda ^{*}(w)^{2n+1}\prod _{k=1}^{n}\operatorname {sn} {\biggl \{}{\frac {2k-1}{2n+1}}K{\bigl [}\lambda ^{*}(w){\bigl ]};\lambda ^{*}(w){\biggr \}}^{4}}
Für alle natürlichen Zahlen n ∈ ℕ ist diese Formel gültig. Im nun Folgenden wird die Berechnung einiger Sinus-Amplitudinis-Produkte exemplarisch erläutert:
Dreiteilung:
Gegeben sei:
{\displaystyle x=\operatorname {sn} [{\tfrac {1}{3}}K(k);k]}
Dann löst x diese Gleichung:
{\displaystyle k^{2}x^{4}-2k^{2}x^{3}+2x-1=0}
Die Abfolge der Vorzeichen vor den Koeffizienten ist antisymmetrisch.
Fünfteilung:
Gegeben sei:
{\displaystyle x=\operatorname {sn} [{\tfrac {1}{5}}K(k);k]\operatorname {sn} [{\tfrac {3}{5}}K(k);k]}
Dann löst x diese Gleichung:
{\displaystyle k^{6}x^{6}-4k^{6}x^{5}+5k^{4}x^{4}-5k^{2}x^{2}+4x-1=0}
Die Abfolge der Vorzeichen vor den Koeffizienten ist auch antisymmetrisch.
Siebenteilung:
Gegeben sei:
{\displaystyle x=\operatorname {sn} [{\tfrac {1}{7}}K(k);k]\operatorname {sn} [{\tfrac {3}{7}}K(k);k]\operatorname {sn} [{\tfrac {5}{7}}K(k);k]}
Dann löst x diese Gleichung:
{\displaystyle k^{12}x^{8}-8k^{12}x^{7}+28k^{10}x^{6}-56k^{8}x^{5}+70k^{6}x^{4}-56k^{4}x^{3}+28k^{2}x^{2}-8x+1=0}
Deswegen gilt auch diese Gleichung:
{\displaystyle (1-k^{2}x)^{8}=(1-k^{2})(1-k^{14}x^{8})}
Die Abfolge der Vorzeichen vor den Koeffizienten ist diesmal symmetrisch.
Elfteilung:
Gegeben sei:
{\displaystyle x=\operatorname {sn} [{\tfrac {1}{11}}K(k);k]\operatorname {sn} [{\tfrac {3}{11}}K(k);k]\operatorname {sn} [{\tfrac {5}{11}}K(k);k]\operatorname {sn} [{\tfrac {7}{11}}K(k);k]\operatorname {sn} [{\tfrac {9}{11}}K(k);k]}
Dann löst x diese Gleichung:
{\displaystyle k^{30}x^{12}+(-32k^{30}+22k^{28})x^{11}+44k^{26}x^{10}-(88k^{24}+22k^{22})x^{9}+165k^{20}x^{8}-132k^{18}x^{7}+(-44k^{16}+44k^{14})x^{6}+}
{\displaystyle +132k^{12}x^{5}-165k^{10}x^{4}+(22k^{8}+88k^{6})x^{3}-44k^{4}x^{2}+(-22k^{2}+32)x-1=0}
Die Abfolge der Vorzeichen vor den Koeffizienten ist nun erneut antisymmetrisch.

## Amplitudenfunktionen und Thetafunktionen

### Darstellungen der Funktionswerte über die Thetafunktionen
Identitäten der Drittel von {\displaystyle K}:
Mit den sogenannten Theta-Nullwertfunktionen vom elliptischen Nomen des Moduls können sehr viele Jacobi-Funktionswerte dargestellt werden:
{\displaystyle \operatorname {sc} [{\tfrac {2}{3}}K(k);k]={\frac {{\sqrt {3}}\,\vartheta _{01}[q(k)^{6}]}{{\sqrt {1-k^{2}}}\,\vartheta _{01}[q(k)^{2}]}}}
{\displaystyle \operatorname {sn} [{\tfrac {1}{3}}K(k);k]={\frac {2\vartheta _{00}[q(k)]^{2}}{3\vartheta _{00}[q(k)^{3}]^{2}+\vartheta _{00}[q(k)]^{2}}}={\frac {3\vartheta _{01}[q(k)^{3}]^{2}-\vartheta _{01}[q(k)]^{2}}{3\vartheta _{01}[q(k)^{3}]^{2}+\vartheta _{01}[q(k)]^{2}}}}
{\displaystyle \operatorname {cn} [{\tfrac {2}{3}}K(k);k]={\frac {3\vartheta _{00}[q(k)^{3}]^{2}-\vartheta _{00}[q(k)]^{2}}{3\vartheta _{00}[q(k)^{3}]^{2}+\vartheta _{00}[q(k)]^{2}}}={\frac {2\vartheta _{01}[q(k)]^{2}}{3\vartheta _{01}[q(k)^{3}]^{2}+\vartheta _{01}[q(k)]^{2}}}}
Identitäten der Fünftel von K:
{\displaystyle \operatorname {sn} [{\tfrac {1}{5}}K(k);k]={\biggl \{}{\frac {{\sqrt {5}}\,\vartheta _{01}[q(k)^{5}]}{\vartheta _{01}[q(k)]}}-1{\biggr \}}{\biggl \{}{\frac {5\vartheta _{01}[q(k)^{10}]^{2}}{\vartheta _{01}[q(k)^{2}]^{2}}}-1{\biggr \}}^{-1}}
{\displaystyle \operatorname {sn} [{\tfrac {3}{5}}K(k);k]={\biggl \{}{\frac {{\sqrt {5}}\,\vartheta _{01}[q(k)^{5}]}{\vartheta _{01}[q(k)]}}+1{\biggr \}}{\biggl \{}{\frac {5\vartheta _{01}[q(k)^{10}]^{2}}{\vartheta _{01}[q(k)^{2}]^{2}}}-1{\biggr \}}^{-1}}
{\displaystyle \operatorname {cn} [{\tfrac {2}{5}}K(k);k]={\biggl \{}{\frac {{\sqrt {5}}\,\vartheta _{00}[q(k)^{5}]}{\vartheta _{00}[q(k)]}}+1{\biggr \}}{\biggl \{}{\frac {5\vartheta _{01}[q(k)^{10}]^{2}}{\vartheta _{01}[q(k)^{2}]^{2}}}-1{\biggr \}}^{-1}}
{\displaystyle \operatorname {cn} [{\tfrac {4}{5}}K(k);k]={\biggl \{}{\frac {{\sqrt {5}}\,\vartheta _{00}[q(k)^{5}]}{\vartheta _{00}[q(k)]}}-1{\biggr \}}{\biggl \{}{\frac {5\vartheta _{01}[q(k)^{10}]^{2}}{\vartheta _{01}[q(k)^{2}]^{2}}}-1{\biggr \}}^{-1}}
Für die Darstellung der Jacobi-Funktionswerte von linken Klammereinträgen jenseits von rational gebrochenen K-Integralen genügen die elementaren Kombinationen von Theta-Nullwertfunktionen und elliptischem Nomen nicht. Hierfür sind die Theta-Nicht-Nullwertfunktionen nach dem oben beschriebenen Muster erforderlich.

### Darstellungen von den Werten der Theta-Nicht-Nullwertfunktionen
Zu Beginn dieses Artikels wurden neben den Amplitudenfunktionen sn, cn und dn ebenso die Jacobischen Thetafunktionen definiert. Einige Werte der Theta-Nicht-Nullwertfunktionen können mit Hilfe der Jacobischen Amplitudenfunktionen auf folgende Weise vereinfacht dargestellt werden:
{\displaystyle \vartheta _{00}[{\tfrac {1}{6}}\pi ;q(k)]={\tfrac {1}{2}}{\sqrt[{12}]{1-k^{2}}}{\sqrt[{3}]{4\operatorname {dn} [{\tfrac {1}{3}}K(k);k]\operatorname {nc} [{\tfrac {2}{3}}K(k);k]}}{\sqrt {2\pi ^{-1}K(k)}}}
{\displaystyle \vartheta _{00}[{\tfrac {1}{3}}\pi ;q(k)]={\tfrac {1}{2}}{\sqrt[{3}]{4\operatorname {dn} [{\tfrac {2}{3}}K(k);k]\operatorname {dc} [{\tfrac {2}{3}}K(k);k]}}{\sqrt {2\pi ^{-1}K(k)}}}
{\displaystyle \vartheta _{00}[{\tfrac {1}{10}}\pi ;q(k)]={\tfrac {1}{2}}{\sqrt[{4}]{1-k^{2}}}{\sqrt[{5}]{8\,w_{R5}(k)\operatorname {sn} [{\tfrac {2}{5}}K(k);k]\operatorname {ns} [{\tfrac {4}{5}}K(k);k]\operatorname {nc} [{\tfrac {4}{5}}K(k);k]\operatorname {nd} [{\tfrac {4}{5}}K(k);k]}}{\sqrt {2\pi ^{-1}K(k)}}}
{\displaystyle \vartheta _{00}[{\tfrac {1}{5}}\pi ;q(k)]={\tfrac {1}{2}}{\sqrt[{5}]{8\,w_{R5}(k)\operatorname {sn} [{\tfrac {4}{5}}K(k);k]\operatorname {ns} [{\tfrac {2}{5}}K(k);k]\operatorname {nc} [{\tfrac {2}{5}}K(k);k]\operatorname {dn} [{\tfrac {2}{5}}K(k);k]^{4}}}{\sqrt {2\pi ^{-1}K(k)}}}
{\displaystyle \vartheta _{00}[{\tfrac {3}{10}}\pi ;q(k)]={\tfrac {1}{2}}{\sqrt[{4}]{1-k^{2}}}{\sqrt[{5}]{8\,w_{R5}(k)\operatorname {sn} [{\tfrac {4}{5}}K(k);k]\operatorname {ns} [{\tfrac {2}{5}}K(k);k]\operatorname {nc} [{\tfrac {2}{5}}K(k);k]\operatorname {nd} [{\tfrac {2}{5}}K(k);k]}}{\sqrt {2\pi ^{-1}K(k)}}}
{\displaystyle \vartheta _{00}[{\tfrac {2}{5}}\pi ;q(k)]={\tfrac {1}{2}}{\sqrt[{5}]{8\,w_{R5}(k)\operatorname {sn} [{\tfrac {2}{5}}K(k);k]\operatorname {ns} [{\tfrac {4}{5}}K(k);k]\operatorname {nc} [{\tfrac {4}{5}}K(k);k]\operatorname {dn} [{\tfrac {4}{5}}K(k);k]^{4}}}{\sqrt {2\pi ^{-1}K(k)}}}

### Darstellungen von den Ableitungen der Theta-Nicht-Nullwertfunktionen
Folgende partielle Ableitungen der Theta-Nicht-Nullwertfunktionen können auf diese Weise mit den Amplitudenfunktionen verkürzt ausgedrückt werden:
{\displaystyle {\frac {\partial }{\partial x}}\vartheta _{01}[x;q(k)]=2\pi ^{-1}K(k)\vartheta _{01}[x;q(k)]\operatorname {zn} [2\pi ^{-1}K(k)x;k]}
{\displaystyle {\frac {\partial }{\partial x}}\vartheta _{00}[x;q(k)]=2\pi ^{-1}K(k)\vartheta _{00}[x;q(k)]\{\operatorname {zn} [2\pi ^{-1}K(k)x;k]-k^{2}\operatorname {sn} [2\pi ^{-1}K(k)x;k]\operatorname {cd} [2\pi ^{-1}K(k)x;k]\}}
{\displaystyle {\frac {\partial }{\partial x}}\vartheta _{10}[x;q(k)]=2\pi ^{-1}K(k)\vartheta _{10}[x;q(k)]\{\operatorname {zn} [2\pi ^{-1}K(k)x;k]-\operatorname {sn} [2\pi ^{-1}K(k)x;k]\operatorname {dc} [2\pi ^{-1}K(k)x;k]\}}
Wichtiger Definitionshinweis über die Jacobische Zetafunktion:
{\displaystyle \operatorname {zn} (z;k)=E[\operatorname {am} (z;k);k]-E(k)K(k)^{-1}z}

## Wichtige exemplarische Funktionswerte

### Beispiele über den lemniskatischen Modul λ*(1)
Fünfteilungswerte:
Die Jacobischen Funktionswerte für den Modul {\displaystyle \lambda ^{*}(1)={\tfrac {1}{2}}{\sqrt {2}}} sind exakt die lemniskatischen Funktionswerte. Die Funktion Cosinus Amplitudinis cn entwickelt sich durch Einsetzen dieses Moduls und durch Stauchung um den Faktor der Quadratwurzel aus Zwei zum Cosinus Lemniscatus cl:
Die oben genannten Gleichungen sechsten Grades sehen für den lemniskatischen Modul so aus:
{\displaystyle w_{R5}({\tfrac {1}{2}}{\sqrt {2}})^{6}-2\,w_{R5}({\tfrac {1}{2}}{\sqrt {2}})^{5}=8[2\,w_{R5}({\tfrac {1}{2}}{\sqrt {2}})+1]}
{\displaystyle w_{R5}({\tfrac {1}{2}}{\sqrt {2}})={\sqrt[{4}]{5}}+1}
{\displaystyle 2\,W_{R5}({\tfrac {1}{2}}{\sqrt {2}})^{5}-W_{R5}({\tfrac {1}{2}}{\sqrt {2}})^{6}=2\,W_{R5}({\tfrac {1}{2}}{\sqrt {2}})+1}
{\displaystyle W_{R5}({\tfrac {1}{2}}{\sqrt {2}})={\tfrac {1}{2}}({\sqrt {5}}+1)}
Für die Cosinus-Amplitudinis-Werte der Fünftel vom vollständigen Integral {\displaystyle K} lauteten die als Gussform dienenden Formeln wie folgt:
{\displaystyle \operatorname {cn} [{\tfrac {2}{5}}K(k);k]={\frac {{\sqrt {2\,W_{R5}(k)+1}}+1}{w_{R5}(k)\,W_{R5}(k)}}}
{\displaystyle \operatorname {cn} [{\tfrac {4}{5}}K(k);k]={\frac {{\sqrt {2\,W_{R5}(k)+1}}-1}{w_{R5}(k)\,W_{R5}(k)}}}
Durch Einsetzen entstehen diese Funktionswerte:
| {\displaystyle {\color {Limegreen}\operatorname {cn} [{\tfrac {2}{5}}K({\tfrac {1}{2}}{\sqrt {2}});{\tfrac {1}{2}}{\sqrt {2}}]={\tfrac {1}{2}}({\sqrt[{4}]{5}}-1)({\sqrt {{\sqrt {5}}+2}}+1)}\,{\color {MidnightBlue}=\operatorname {cl} ({\tfrac {1}{5}}\varpi )}} {\displaystyle {\color {Limegreen}\operatorname {cn} [{\tfrac {4}{5}}K({\tfrac {1}{2}}{\sqrt {2}});{\tfrac {1}{2}}{\sqrt {2}}]={\tfrac {1}{2}}({\sqrt[{4}]{5}}-1)({\sqrt {{\sqrt {5}}+2}}-1)}\,{\color {MidnightBlue}=\operatorname {cl} ({\tfrac {2}{5}}\varpi )}} |

Siebenteilungswerte:
Es resultiert dieser Wert aus der oben genannten Gleichung achten Grades:
{\displaystyle W_{R7}({\tfrac {1}{2}}{\sqrt {2}})^{8}-2{\sqrt {2}}\,W_{R7}({\tfrac {1}{2}}{\sqrt {2}})^{7}+7\,W_{R7}({\tfrac {1}{2}}{\sqrt {2}})^{4}-2{\sqrt {2}}\,W_{R7}({\tfrac {1}{2}}{\sqrt {2}})+1=0}
{\displaystyle W_{R7}({\tfrac {1}{2}}{\sqrt {2}})={\tfrac {1}{4}}({\sqrt {14}}+{\sqrt {2}}+2{\sqrt[{4}]{7}})}
Aus diesem Wert können folgende Werte hervorgebracht werden:
| {\displaystyle {\color {Limegreen}\operatorname {cn} [{\tfrac {2}{7}}K({\tfrac {1}{2}}{\sqrt {2}});{\tfrac {1}{2}}{\sqrt {2}}]=\tanh {\bigl \{}{\tfrac {1}{2}}\operatorname {arcoth} {\bigl [}{\tfrac {1}{2}}{\sqrt {2\sin({\tfrac {1}{7}}\pi )\cot({\tfrac {3}{28}}\pi )}}+\sin({\tfrac {1}{14}}\pi ){\bigr ]}{\bigr \}}}\,{\color {MidnightBlue}=\operatorname {cl} ({\tfrac {1}{7}}\varpi )}} {\displaystyle {\color {Limegreen}\operatorname {cn} [{\tfrac {4}{7}}K({\tfrac {1}{2}}{\sqrt {2}});{\tfrac {1}{2}}{\sqrt {2}}]=\tanh {\bigl \{}{\tfrac {1}{2}}\operatorname {arcoth} {\bigl [}{\tfrac {1}{2}}{\sqrt {2\cos({\tfrac {1}{14}}\pi )\tan({\tfrac {5}{28}}\pi )}}+\sin({\tfrac {3}{14}}\pi ){\bigr ]}{\bigr \}}}\,{\color {MidnightBlue}=\operatorname {cl} ({\tfrac {2}{7}}\varpi )}} {\displaystyle {\color {Limegreen}\operatorname {cn} [{\tfrac {6}{7}}K({\tfrac {1}{2}}{\sqrt {2}});{\tfrac {1}{2}}{\sqrt {2}}]=\tanh {\bigl \{}{\tfrac {1}{2}}\operatorname {arcoth} {\bigl [}{\tfrac {1}{2}}{\sqrt {2\cos({\tfrac {3}{14}}\pi )\cot({\tfrac {1}{28}}\pi )}}+\cos({\tfrac {1}{7}}\pi ){\bigr ]}{\bigr \}}}\,{\color {MidnightBlue}=\operatorname {cl} ({\tfrac {3}{7}}\varpi )}} |

### Beispiele über den Modul λ*(2)
In die genannte Formel für die Drittelung vom vollständigen elliptischen Integral {\displaystyle K} wird im nun Folgenden ein konkreter Wert eingetragen:
{\displaystyle \operatorname {sn} {\biggl [}{\frac {1}{3}}K{\biggl (}{\frac {x^{3}}{{\sqrt {x^{6}+1}}+1}}{\biggr )};{\frac {x^{3}}{{\sqrt {x^{6}+1}}+1}}{\biggr ]}={\frac {{\sqrt {2{\sqrt {x^{4}-x^{2}+1}}-x^{2}+2}}+{\sqrt {x^{2}+1}}-1}{{\sqrt {2{\sqrt {x^{4}-x^{2}+1}}-x^{2}+2}}+{\sqrt {x^{2}+1}}+1}}}
Durch Einsetzen von x = 1 ergibt sich:
| {\displaystyle {\color {Limegreen}\operatorname {sn} [{\tfrac {1}{3}}K({\sqrt {2}}-1);{\sqrt {2}}-1]={\tfrac {1}{2}}({\sqrt {6}}-{\sqrt {2}})}} |

Und analog gilt auch k = λ*(1/2):
| {\displaystyle {\color {Limegreen}\operatorname {dn} {\bigl [}{\tfrac {2}{3}}K{\bigl (}{\sqrt {2{\sqrt {2}}-2}}{\bigr )};{\sqrt {2{\sqrt {2}}-2}}{\bigr ]}={\tfrac {1}{2}}({\sqrt {6}}-{\sqrt {2}})}} |

Die genannte Formel für die Fünftelung vom vollständigen elliptischen Integral {\displaystyle K} liefert folgende exemplarische Werte:
Erste Gleichung:
{\displaystyle w_{R5}({\sqrt {2}}-1)^{6}-2\,w_{R5}({\sqrt {2}}-1)^{5}=2\,w_{R5}({\sqrt {2}}-1)+1}
Lösung der ersten Gleichung:
{\displaystyle w_{R5}({\sqrt {2}}-1)={\tfrac {1}{2}}{\bigl \{}{\tfrac {4}{3}}{\sqrt {2}}\cos({\tfrac {1}{10}}\pi )\cosh[{\tfrac {1}{3}}\operatorname {artanh} ({\tfrac {3}{8}}{\sqrt {6}})]+{\tfrac {1}{3}}\tan({\tfrac {1}{5}}\pi ){\bigr \}}^{2}-{\tfrac {1}{2}}}
Zweite Gleichung:
{\displaystyle w_{R5}{\bigl [}{\bigl (}{\sqrt {2}}+1-{\sqrt {2{\sqrt {2}}+2}}{\bigr )}^{2}{\bigr ]}^{6}-2\,w_{R5}{\bigl [}{\bigl (}{\sqrt {2}}+1-{\sqrt {2{\sqrt {2}}+2}}{\bigr )}^{2}{\bigr ]}^{5}={\tfrac {1}{8}}({\sqrt {2}}-1)^{3}{\bigl \{}2\,w_{R5}{\bigl [}{\bigl (}{\sqrt {2}}+1-{\sqrt {2{\sqrt {2}}+2}}{\bigr )}^{2}{\bigr ]}+1{\bigr \}}}
Lösung der zweiten Gleichung:
{\displaystyle w_{R5}{\bigl [}{\bigl (}{\sqrt {2}}+1-{\sqrt {2{\sqrt {2}}+2}}{\bigr )}^{2}{\bigr ]}={\tfrac {1}{2}}{\bigl \{}{\tfrac {1}{3}}{\sqrt[{4}]{8}}\cos({\tfrac {1}{8}}\pi )\cot({\tfrac {1}{10}}\pi )+{\tfrac {8}{3}}\sin({\tfrac {1}{8}}\pi )\sin({\tfrac {1}{5}}\pi )\cosh[\operatorname {artanh} ({\sqrt {6}}-{\sqrt {3}})-{\tfrac {1}{3}}\operatorname {artanh} ({\tfrac {3}{8}}{\sqrt {6}})]{\bigr \}}^{2}-{\tfrac {1}{2}}}
Die Sinus-Amplitudinis-Werte der Fünftel von {\displaystyle K} haben diese Identitäten:
{\displaystyle \operatorname {sn} {\bigl [}{\tfrac {1}{5}}K({\sqrt {2}}-1);{\sqrt {2}}-1{\bigr ]}={\frac {{\sqrt {2\,w_{R5}({\sqrt {2}}-1)+1}}-1}{2\,w_{R5}{\bigl [}{\bigl (}{\sqrt {2}}+1-{\sqrt {2{\sqrt {2}}+2}}{\bigr )}^{2}{\bigr ]}}}}
{\displaystyle \operatorname {sn} {\bigl [}{\tfrac {3}{5}}K({\sqrt {2}}-1);{\sqrt {2}}-1{\bigr ]}={\frac {{\sqrt {2\,w_{R5}({\sqrt {2}}-1)+1}}+1}{2\,w_{R5}{\bigl [}{\bigl (}{\sqrt {2}}+1-{\sqrt {2{\sqrt {2}}+2}}{\bigr )}^{2}{\bigr ]}}}}
Durch Einsetzen ergibt sich:
| {\displaystyle {\color {Limegreen}\operatorname {sn} [{\tfrac {1}{5}}K({\sqrt {2}}-1);{\sqrt {2}}-1]={\frac {{\tfrac {4}{3}}{\sqrt {2}}\cos({\tfrac {1}{10}}\pi )\cosh[{\tfrac {1}{3}}\operatorname {artanh} ({\tfrac {3}{8}}{\sqrt {6}})]+{\tfrac {1}{3}}\tan({\tfrac {1}{5}}\pi )-1}{\{{\tfrac {1}{3}}{\sqrt[{4}]{8}}\cos({\tfrac {1}{8}}\pi )\cot({\tfrac {1}{10}}\pi )+{\tfrac {8}{3}}\sin({\tfrac {1}{8}}\pi )\sin({\tfrac {1}{5}}\pi )\cosh[\operatorname {artanh} ({\sqrt {6}}-{\sqrt {3}})-{\tfrac {1}{3}}\operatorname {artanh} ({\tfrac {3}{8}}{\sqrt {6}})]\}^{2}-1}}}} {\displaystyle {\color {Limegreen}\operatorname {sn} [{\tfrac {3}{5}}K({\sqrt {2}}-1);{\sqrt {2}}-1]={\frac {{\tfrac {4}{3}}{\sqrt {2}}\cos({\tfrac {1}{10}}\pi )\cosh[{\tfrac {1}{3}}\operatorname {artanh} ({\tfrac {3}{8}}{\sqrt {6}})]+{\tfrac {1}{3}}\tan({\tfrac {1}{5}}\pi )+1}{\{{\tfrac {1}{3}}{\sqrt[{4}]{8}}\cos({\tfrac {1}{8}}\pi )\cot({\tfrac {1}{10}}\pi )+{\tfrac {8}{3}}\sin({\tfrac {1}{8}}\pi )\sin({\tfrac {1}{5}}\pi )\cosh[\operatorname {artanh} ({\sqrt {6}}-{\sqrt {3}})-{\tfrac {1}{3}}\operatorname {artanh} ({\tfrac {3}{8}}{\sqrt {6}})]\}^{2}-1}}}} |

Vereinfacht können diese beiden Werte mit der Konstante g(50) so ausgedrückt werden:
| {\displaystyle {\color {Limegreen}\operatorname {sn} [{\tfrac {1}{5}}K({\sqrt {2}}-1);{\sqrt {2}}-1]=(2{\sqrt {5}}+{\sqrt {10}}+{\sqrt {2}})\sec({\tfrac {1}{20}}\pi )\sin({\tfrac {3}{20}}\pi )^{2}\,{\frac {4\cot({\tfrac {1}{20}}\pi )\cos({\tfrac {3}{20}}\pi )^{2}[{\sqrt {2}}\tan({\tfrac {1}{5}}\pi )-1]\,\operatorname {g} (50)-1}{1-4\tan({\tfrac {1}{20}}\pi )\sin({\tfrac {3}{20}}\pi )^{2}[{\sqrt {2}}\tan({\tfrac {1}{5}}\pi )-1]\,\operatorname {g} (50)}}}} {\displaystyle {\color {Limegreen}\operatorname {sn} [{\tfrac {3}{5}}K({\sqrt {2}}-1);{\sqrt {2}}-1]=(2{\sqrt {5}}+{\sqrt {10}}+{\sqrt {2}})\csc({\tfrac {1}{20}}\pi )\cos({\tfrac {3}{20}}\pi )^{2}\,{\frac {1+4\tan({\tfrac {1}{20}}\pi )\sin({\tfrac {3}{20}}\pi )^{2}[{\sqrt {2}}\tan({\tfrac {1}{5}}\pi )+1]\,\operatorname {g} (50)}{4\cot({\tfrac {1}{20}}\pi )\cos({\tfrac {3}{20}}\pi )^{2}[{\sqrt {2}}\tan({\tfrac {1}{5}}\pi )+1]\,\operatorname {g} (50)+1}}}} |

Auf der Grundlage der im Abschnitt Werte für die Fünfteilung von K genannten Formel können auch diese Formeln aufgestellt werden:
| {\displaystyle {\color {Limegreen}\operatorname {sn} [{\tfrac {1}{5}}K({\sqrt {2}}-1);{\sqrt {2}}-1]={\frac {{\sqrt {\operatorname {g} (50)^{2}+1}}-{\sqrt {2\,\operatorname {g} (50)+1}}+\operatorname {g} (50)}{{\sqrt {\operatorname {g} (50)^{2}+1}}+{\sqrt {2\,\operatorname {g} (50)+1}}+\operatorname {g} (50)}}}} {\displaystyle {\color {Limegreen}\operatorname {sn} [{\tfrac {3}{5}}K({\sqrt {2}}-1);{\sqrt {2}}-1]={\frac {-{\sqrt {\operatorname {g} (50)^{2}+1}}+{\sqrt {2\,\operatorname {g} (50)+1}}+\operatorname {g} (50)}{{\sqrt {\operatorname {g} (50)^{2}+1}}+{\sqrt {2\,\operatorname {g} (50)+1}}-\operatorname {g} (50)}}}} |

Die Konstante g(50) zählt zu den wichtigsten Werten der Ramanujanschen g-Funktion und hat jene Identitäten:
{\displaystyle {\color {Navy}\operatorname {g} (50)=w_{R5}({\sqrt {2}}-1)={\tfrac {1}{2}}{\bigl \{}{\tfrac {4}{3}}{\sqrt {2}}\cos({\tfrac {1}{10}}\pi )\cosh[{\tfrac {1}{3}}\operatorname {artanh} ({\tfrac {3}{8}}{\sqrt {6}})]+{\tfrac {1}{3}}\tan({\tfrac {1}{5}}\pi ){\bigr \}}^{2}-{\tfrac {1}{2}}=}}
{\displaystyle {\color {Navy}={\tfrac {1}{2}}({\sqrt {5}}-1)\cot {\bigl [}{\tfrac {1}{4}}\pi -\arctan {\bigl (}{\tfrac {1}{3}}{\sqrt {5}}-{\tfrac {1}{3}}{\sqrt[{3}]{6{\sqrt {30}}+4{\sqrt {5}}}}+{\tfrac {1}{3}}{\sqrt[{3}]{6{\sqrt {30}}-4{\sqrt {5}}}}{\bigr )}{\bigr ]}=}}
{\displaystyle {\color {Navy}=\operatorname {nc} [{\tfrac {4}{5}}K({\sqrt {2}}-1);{\sqrt {2}}-1]-\operatorname {nc} [{\tfrac {2}{5}}K({\sqrt {2}}-1);{\sqrt {2}}-1]\approx }}
{\displaystyle {\color {Navy}\approx 2{,}12190403802900202926}}
Und sie erfüllt folgende zwei Gleichungen:
{\displaystyle {\color {Navy}\operatorname {g} (50)^{6}-2\operatorname {g} (50)^{5}-2\operatorname {g} (50)-1=0}}
{\displaystyle {\color {Navy}\operatorname {g} (50)^{3}-\operatorname {g} (50)^{2}-{\tfrac {1}{2}}({\sqrt {5}}+1)[\operatorname {g} (50)+1]=0}}
Zusatzinformation über diese beiden Werte:
| Der Wert |
| --- |
| {\displaystyle x=\operatorname {sn} [{\tfrac {1}{5}}K({\sqrt {2}}-1);{\sqrt {2}}-1]} |
| löst die Gleichung: |
| {\displaystyle x^{3}+({\sqrt {2}}+1)\csc({\tfrac {3}{40}}\pi )\sin({\tfrac {7}{40}}\pi )\tan({\tfrac {9}{40}}\pi )x^{2}+({\sqrt {2}}+1)^{2}\tan({\tfrac {9}{40}}\pi )x-({\sqrt {2}}+1)\sec({\tfrac {3}{40}}\pi )\cos({\tfrac {7}{40}}\pi )=0} |

| Und der Wert |
| --- |
| {\displaystyle x=\operatorname {sn} [{\tfrac {3}{5}}K({\sqrt {2}}-1);{\sqrt {2}}-1]} |
| löst die Gleichung: |
| {\displaystyle x^{3}+({\sqrt {2}}+1)\sec({\tfrac {7}{40}}\pi )\cos({\tfrac {3}{40}}\pi )\tan({\tfrac {1}{40}}\pi )x^{2}+({\sqrt {2}}+1)^{2}\tan({\tfrac {1}{40}}\pi )x-({\sqrt {2}}+1)\csc({\tfrac {7}{40}}\pi )\sin({\tfrac {3}{40}}\pi )=0} |

### Rechenbeispiele über die Module λ*(3) und λ*(1/3)
Folgende vier äquianharmonischen Werte können analog mit der anderen genannten Gleichung sechsten Grades in der Liste ermittelt werden:
| {\displaystyle {\color {Limegreen}\operatorname {cn} \{{\tfrac {2}{5}}K[\sin({\tfrac {1}{12}}\pi )];\sin({\tfrac {1}{12}}\pi )\}=\tan {\bigl \{}\arctan {\bigl [}{\sqrt[{3}]{10}}\tan({\tfrac {1}{10}}\pi )+{\tfrac {1}{3}}{\sqrt {3}}({\sqrt[{3}]{10}}-1){\bigr ]}-{\tfrac {1}{12}}\pi {\bigr \}}}} {\displaystyle {\color {Limegreen}\operatorname {cn} \{{\tfrac {4}{5}}K[\sin({\tfrac {1}{12}}\pi )];\sin({\tfrac {1}{12}}\pi )\}=\tan {\bigl \{}\arctan {\bigl [}{\sqrt[{3}]{10}}\tan({\tfrac {1}{10}}\pi )-{\tfrac {1}{3}}{\sqrt {3}}({\sqrt[{3}]{10}}-1){\bigr ]}+{\tfrac {1}{12}}\pi {\bigr \}}}} {\displaystyle {\color {Limegreen}\operatorname {cn} \{{\tfrac {2}{5}}K[\cos({\tfrac {1}{12}}\pi )];\cos({\tfrac {1}{12}}\pi )\}=\cot {\bigl \{}\arctan {\bigl [}{\sqrt[{3}]{10}}\cot({\tfrac {1}{5}}\pi )+{\tfrac {1}{3}}{\sqrt {3}}({\sqrt[{3}]{10}}-1){\bigr ]}-{\tfrac {1}{12}}\pi {\bigr \}}}} {\displaystyle {\color {Limegreen}\operatorname {cn} \{{\tfrac {4}{5}}K[\cos({\tfrac {1}{12}}\pi )];\cos({\tfrac {1}{12}}\pi )\}=\cot {\bigl \{}\arctan {\bigl [}{\sqrt[{3}]{10}}\cot({\tfrac {1}{5}}\pi )-{\tfrac {1}{3}}{\sqrt {3}}({\sqrt[{3}]{10}}-1){\bigr ]}+{\tfrac {1}{12}}\pi {\bigr \}}}} |

Für die zugehörigen elliptischen Lambda-Stern-Funktionswerte gilt:
{\displaystyle \lambda ^{*}(3)=\sin({\tfrac {1}{12}}\pi )={\tfrac {1}{4}}({\sqrt {6}}-{\sqrt {2}})}
{\displaystyle \lambda ^{*}({\tfrac {1}{3}})=\cos({\tfrac {1}{12}}\pi )={\tfrac {1}{4}}({\sqrt {6}}+{\sqrt {2}})}

## Numerische Berechnung
Eine Methode, mit der sich Funktionswerte von jacobischen elliptischen Funktionen mithilfe des arithmetisch-geometrischen Mittels effizient berechnen lassen, ohne die Jacobi-Amplitude zu ermitteln, ist Herbert E. Salzer zu verdanken:
Für den elliptischen Modul {\displaystyle k} wird {\displaystyle 0\leq k\leq 1} vorausgesetzt, für das reelle Argument {\displaystyle x} gelte {\displaystyle 0\leq x\leq K(k)=\int \limits _{0}^{\pi /2}{\frac {\mathrm {d} \varphi }{\sqrt {1-k^{2}\sin ^{2}\varphi }}}}.
Die Zahlen {\displaystyle a_{n}}, {\displaystyle b_{n}} und {\displaystyle c_{n}} seien rekursiv definiert wie folgt:
{\displaystyle a_{0}=1,\quad b_{0}={\sqrt {1-k^{2}}},}
{\displaystyle a_{n+1}={\frac {a_{n}+b_{n}}{2}},\quad b_{n+1}={\sqrt {a_{n}b_{n}}},\quad c_{n+1}={\frac {a_{n}-b_{n}}{2}}.}
Der feste Index {\displaystyle N} sei so gewählt, dass {\displaystyle c_{N}} kleiner ist als die gewünschte Genauigkeit. Nun werden die Hilfsgrößen {\displaystyle y_{N},y_{N-1},\ldots ,y_{0}} berechnet.
{\displaystyle {\begin{aligned}y_{N}&={\frac {a_{N}}{\sin(a_{N}x)}}\\y_{N-1}&=y_{N}+{\frac {a_{N}c_{N}}{y_{N}}}\\y_{N-2}&=y_{N-1}+{\frac {a_{N-1}c_{N-1}}{y_{N-1}}}\\\vdots &=\vdots \\y_{0}&=y_{1}+{\frac {k^{2}}{4y_{1}}}.\end{aligned}}}
Daraus erhält man die Näherungswerte
{\displaystyle {\begin{aligned}\operatorname {sn} (x,k)&\approx {\frac {1}{y_{0}}},\\\operatorname {cn} (x,k)&\approx {\sqrt {1-{\frac {1}{y_{0}^{2}}}}},\\\operatorname {dn} (x,k)&\approx {\sqrt {1-{\frac {k^{2}}{y_{0}^{2}}}}}.\end{aligned}}}

## Anwendungsbeispiele aus der Physik
Die Schwingungsgleichung für das mathematische Pendel lässt sich für große Ausschlagswinkel über die Jacobi-Funktionen darstellen. Gegeben ist die Differentialgleichung:
{\displaystyle \alpha (t)=-{\frac {g}{l}}\cdot \sin[\varphi (t)]}
Die Lösung für diese Differentialgleichung lautet wie folgt:
{\displaystyle \varphi (t)=2\cdot \arctan {\biggl \{}\tan {\bigl (}{\frac {\varphi _{\text{max}}}{2}}{\bigr )}\cdot \mathrm {cn} \,{\biggl [}{\sqrt {\frac {g}{l}}}\cdot t;\sin {\bigl (}{\frac {\varphi _{\text{max}}}{2}}{\bigr )}{\biggr ]}{\biggr \}}}
{\displaystyle \omega (t)=-{\sqrt {\frac {g}{l}}}\cdot \sin(\varphi _{\text{max}})\cdot \mathrm {sd} \,{\biggl [}{\sqrt {\frac {g}{l}}}\cdot t;\sin {\bigl (}{\frac {\varphi _{\text{max}}}{2}}{\bigr )}{\biggr ]}}
{\displaystyle \alpha (t)=-{\frac {g}{l}}\cdot \sin(\varphi _{\text{max}})\cdot \mathrm {cd} \,{\biggl [}{\sqrt {\frac {g}{l}}}\cdot t;\sin {\bigl (}{\frac {\varphi _{\text{max}}}{2}}{\bigr )}{\biggr ]}\cdot \mathrm {nd} \,{\biggl [}{\sqrt {\frac {g}{l}}}\cdot t;\sin {\bigl (}{\frac {\varphi _{\text{max}}}{2}}{\bigr )}{\biggr ]}}
Der maximale Ausschlagswinkel {\displaystyle \varphi _{\text{max}}} sollte weniger als 90° betragen.

## Bezug zum Rogers-Ramanujan-Kettenbruch
Der alternierende Rogers-Ramanujan-Kettenbruch S hat diese Beziehung zum Delta-Amplitudinis:
{\displaystyle S[q(k)]=\tan {\biggl \{}{\frac {1}{2}}\operatorname {arccot} {\biggl [}{\frac {{\sqrt {5}}\,W_{R5}(k){\sqrt {2\,W_{R5}(k')+1}}}{2\,W_{R5}(k'){\sqrt {2\,W_{R5}(k)+1}}}}-{\frac {1}{2}}{\biggr ]}{\biggr \}}}
{\displaystyle {\text{mit}}\,W_{R5}(k)=\operatorname {dn} [{\tfrac {2}{5}}K(k);k]+\operatorname {dn} [{\tfrac {4}{5}}K(k);k]={\frac {5\,\vartheta _{00}[q(k)^{5}]^{2}}{2\,\vartheta _{00}[q(k)]^{2}}}-{\frac {1}{2}}}
{\displaystyle {\text{und}}\,W_{R5}(k')=\operatorname {dn} [{\tfrac {2}{5}}K(k');k']+\operatorname {dn} [{\tfrac {4}{5}}K(k');k']={\frac {\vartheta _{00}[q(k)^{1/5}]^{2}}{2\,\vartheta _{00}[q(k)]^{2}}}-{\frac {1}{2}}}
{\displaystyle {\text{und}}\,k'={\sqrt {1-k^{2}}}}
Des Weiteren existiert folgender Zusammenhang:
{\displaystyle {\frac {\operatorname {sn} [{\tfrac {2}{5}}K(k');k']}{\operatorname {cd} [{\tfrac {2}{5}}K(k');k']}}=M_{5}(k)^{3/2}{\biggl \langle }{\sqrt {2}}\,\lVert \,\sin {\bigl [}2\arcsin(k){\bigr ]}\rVert \,W_{R5}(k)^{-5/2}S[q(k)]^{-1/2}{\bigl \{}R[q(k)^{2}]+S[q(k)]-1{\bigr \}}+R[q(k)^{2}]^{1/2}S[q(k)]^{-1}{\biggr \rangle }}

## Gleichungen fünften Grades

### Generelle Lösungsformel
Für alle reellen Werte w kann die einzige reelle Lösung x von folgender quintischer Gleichung in Bring-Jerrard-Form nach dem nun genannten Verfahren mit der Jacobischen elliptischen Funktion Delta Amplitudinis (dn) ermittelt werden. Diese Bring-Jerrard-Form beinhaltet ein quintisches Glied, ein lineares Glied und ein absolutes Glied:
{\displaystyle x^{5}+5\,x=4\,c}
Der elliptische Modul und sein Pythagoräisches Gegenstück für diese Gleichung werden beim Bringschen Radikal nach Charles Hermite auf folgende Weise hervorgerufen:
{\displaystyle k=\operatorname {tlh} [{\tfrac {1}{2}}\operatorname {aclh} (c)]^{2}={\bigl (}2\,c^{2}+2+2{\sqrt {c^{4}+1}}{\bigr )}^{-1/2}{\bigl (}{\sqrt {{\sqrt {c^{4}+1}}+1}}-c{\bigr )}}
{\displaystyle k'=\operatorname {ctlh} [{\tfrac {1}{2}}\operatorname {aclh} (c)]^{2}={\bigl (}2\,c^{2}+2+2{\sqrt {c^{4}+1}}{\bigr )}^{-1/2}{\bigl (}{\sqrt {{\sqrt {c^{4}+1}}+1}}+c{\bigr )}}
{\displaystyle x=5^{-1/2}{\sqrt {{\sqrt {c^{4}+1}}+c^{2}}}{\bigl [}W_{R5}(k)-W_{R5}(k'){\bigr ]}\,{\sqrt {5W_{R5}(k)+5W_{R5}(k')-5-{\sqrt {5[2\,W_{R5}(k)+1][2\,W_{R5}(k')+1]}}}}}
Diejenige Funktion, welche vom reellen Wert {\displaystyle u} zum einzigen reellen Wert {\displaystyle x} führt, wird Bringsches Radikal genannt. Die Werte {\displaystyle W_{R5}(k)} und {\displaystyle W_{R5}(k')} haben folgende Identitäten zur Thetafunktion und zum Delta Amplitudinis:
{\displaystyle W_{R5}(k)={\frac {5\,\vartheta _{00}[q(k)^{5}]^{2}}{2\,\vartheta _{00}[q(k)]^{2}}}-{\frac {1}{2}}=\operatorname {dn} {\bigl [}{\tfrac {2}{5}}K(k);k{\bigr ]}+\operatorname {dn} {\bigl [}{\tfrac {4}{5}}K(k);k{\bigr ]}}
{\displaystyle W_{R5}(k')={\frac {\vartheta _{00}[q(k)^{1/5}]^{2}}{2\,\vartheta _{00}[q(k)]^{2}}}-{\frac {1}{2}}=\operatorname {dn} {\bigl [}{\tfrac {2}{5}}K(k');k'{\bigr ]}+\operatorname {dn} {\bigl [}{\tfrac {4}{5}}K(k');k'{\bigr ]}}

### Beispielgleichung
Folgende Gleichung hat eine reelle Lösung, welche nach dem Satz von Abel-Ruffini nicht elementar, aber elliptisch darstellbar ist:
{\displaystyle x^{5}+5\,x=4}
Reelle Lösung dieser Gleichung:
{\displaystyle k=\operatorname {tlh} [{\tfrac {1}{2}}\operatorname {aclh} (1)]^{2}={\tfrac {1}{2}}{\sqrt[{4}]{2}}-\sin({\tfrac {1}{8}}\pi )}
{\displaystyle k'=\operatorname {ctlh} [{\tfrac {1}{2}}\operatorname {aclh} (1)]^{2}={\tfrac {1}{2}}{\sqrt[{4}]{2}}+\sin({\tfrac {1}{8}}\pi )}
{\displaystyle x=5^{-1/2}{\sqrt {{\sqrt {2}}+1}}\,{\bigl \{}W_{R5}[{\tfrac {1}{2}}{\sqrt[{4}]{2}}-\sin({\tfrac {1}{8}}\pi )]-W_{R5}[{\tfrac {1}{2}}{\sqrt[{4}]{2}}+\sin({\tfrac {1}{8}}\pi )]{\bigr \}}\times }
{\displaystyle \times {\sqrt {5W_{R5}[{\tfrac {1}{2}}{\sqrt[{4}]{2}}-\sin({\tfrac {1}{8}}\pi )]+5W_{R5}[{\tfrac {1}{2}}{\sqrt[{4}]{2}}+\sin({\tfrac {1}{8}}\pi )]-5-{\sqrt {5\,\{2\,W_{R5}[{\tfrac {1}{2}}{\sqrt[{4}]{2}}-\sin({\tfrac {1}{8}}\pi )]+1\}\{2\,W_{R5}[{\tfrac {1}{2}}{\sqrt[{4}]{2}}+\sin({\tfrac {1}{8}}\pi )]+1\}}}}}}
Genähert ergibt sich:
{\displaystyle W_{R5}[{\tfrac {1}{2}}{\sqrt[{4}]{2}}-\sin({\tfrac {1}{8}}\pi )]\approx 1{,}971527201671233804783346663182383261864756}
{\displaystyle W_{R5}[{\tfrac {1}{2}}{\sqrt[{4}]{2}}+\sin({\tfrac {1}{8}}\pi )]\approx 0{,}82779089227667216644238116944423108682427}
{\displaystyle x\approx 0{,}75192639869405948026865366345020738740978}

### Hyperbolisch lemniskatische Funktionen
Die Funktionsbezeichnung ctlh steht für den Cotangens Lemniscatus Hyperbolicus und tlh steht für den Tangens Lemniscatus Hyperbolicus, die Bezeichnung aclh steht für den Areacosinus Lemniscatus Hyperbolicus.
Diese Funktionen sind so definiert:
{\displaystyle \operatorname {ctlh} (A)={\frac {\operatorname {cd} (A;{\tfrac {1}{2}}{\sqrt {2}})}{\sqrt[{4}]{\operatorname {cd} (A;{\tfrac {1}{2}}{\sqrt {2}})^{4}+\operatorname {sn} (A;{\tfrac {1}{2}}{\sqrt {2}})^{4}}}}}
{\displaystyle \operatorname {tlh} (A)={\frac {\operatorname {sn} (A;{\tfrac {1}{2}}{\sqrt {2}})}{\sqrt[{4}]{\operatorname {cd} (A;{\tfrac {1}{2}}{\sqrt {2}})^{4}+\operatorname {sn} (A;{\tfrac {1}{2}}{\sqrt {2}})^{4}}}}}
{\displaystyle \operatorname {aclh} (s)={\tfrac {1}{2}}F[2\operatorname {arccot}(s);{\tfrac {1}{2}}{\sqrt {2}}]}
{\displaystyle \operatorname {ctlh} (A)^{4}+\operatorname {tlh} (A)^{4}=1}
Mit dem Buchstaben {\displaystyle F} werden unvollständige elliptische Integrale erster Art dargestellt.
Und die genannte Kombinationsbeziehung hat für alle reellen Werte {\displaystyle s} diese beiden Identitäten:
{\displaystyle \operatorname {ctlh} {\bigl [}{\tfrac {1}{2}}\operatorname {aclh} (s){\bigr ]}^{2}=(2s^{2}+2+2{\sqrt {s^{4}+1}})^{-1/2}\left({\sqrt {{\sqrt {s^{4}+1}}+1}}+s\right)}
{\displaystyle \operatorname {tlh} {\bigl [}{\tfrac {1}{2}}\operatorname {aclh} (s){\bigr ]}^{2}=(2s^{2}+2+2{\sqrt {s^{4}+1}})^{-1/2}\left({\sqrt {{\sqrt {s^{4}+1}}+1}}-s\right)}